# 流行禁區
《流行禁區》（英語："In the Zone"）是美國歌手布蘭妮·斯皮爾斯的第四張錄音室專輯，於2003年11月1日由Jive唱片發行。斯皮爾斯在《梦中梦巡回演唱会》期間開始創作歌曲，儘管當時她還不清楚專輯的方向。她稱自己為自傳式詞曲創作家，但還不至於感到在自我剝削。在創作期間，她結束了與歌手賈斯汀·提姆布萊克被廣泛報導的戀情。隨著巡迴演唱會在2002年7月結束，斯皮爾斯計劃從音樂事業中休息六個月；然而她在11月便展開專輯的錄製。
斯皮爾斯在《流行禁區》嘗試與不同製作人合作，以找出與自己互相匹配的人。她與瑪丹娜和陰陽雙煞等歌手合作，並找來超害羞&前衛、劳·凯利、Trixster、莫比、盖伊·西格斯沃思與黑客帝國三人組等多個音樂製作人。專輯最終成為一張兼收並蓄的流行與城市專輯，而配器法則帶有鐵克諾和中東風格。歌詞主題則從浪漫和派對到性愛和自慰等更赤裸的題材。斯皮爾斯表示這張專輯的性本質是自己在製作的過程中下意識出現。
專輯在發行後獲得正面評價，音樂評論家廣泛讚揚其新穎製作、美學、歌詞和兼收並蓄的流派融合，然而部分評論家批評斯皮爾斯在部分曲目中的聲樂聽起來遙遠而經過處理。專輯發行後獲得全球商業成功，包括以609,000張首週銷量空降美國《Billboard》200冠軍，成為斯皮爾斯從出道起連續第四張冠軍專輯。這張專輯其後被廣泛認為是斯皮爾斯藝術旅程的一個重要轉折點，使她從青少年流行明星轉為更成熟的歌手。 多位評論家均認為這張專輯讓斯皮爾斯超越她的同期歌手，並確立她為2000年代的代表女歌手。
《流行禁區》一共發行了四支單曲。〈嗆音樂〉迎來女歌手麥當娜客串，發行後打進美國以外多個國家單曲榜前10位，並最高登上《Billboard》Hot 100第35位。〈中你的毒〉發行後登上八個國家的單曲榜冠軍，並最高登上《Billboard》Hot 100第9位，成為斯皮爾斯自〈愛的再告白〉（2000年）以來首支打進前10位的單曲，並為她贏得首項葛萊美獎。〈每一次〉最高登上美國《Billboard》Hot 100第15位，並打進多國排行榜前10位。〈肆無忌憚〉由於斯皮爾斯在拍攝音樂錄影帶時膝蓋受傷而缺乏宣傳，因此最高僅登上美國《Billboard》Hot 100第79位。斯皮爾斯在2004年展開《黑瑪瑙巡迴演唱會》，以進一步宣傳專輯。

## 背景與發展
2001年10月，斯皮爾斯推出個人第三張錄音室專輯《布蘭妮》，作品呈現出比以往更成熟的主題。雖然它在美國的銷量超過400萬張，但與以往的專輯相比仍然被認為「銷量低迷」。經過坊間數個月猜測後，她與流行歌手賈斯汀·提姆布萊克之間的戀情在翌年結束。2002年7月，當宣傳《布蘭妮》的《梦中梦巡回演唱会》正式結束後，斯皮爾斯宣布將會休息六個月。然而她在11月便透露自己已經開始著手下一張錄音室專輯。她解釋：「好吧，實際上我只是說想要休息兩三個星期。（...）然後全世界都覺得：『我的天，她離開了...』」。
斯皮爾斯在歐洲與威廉·歐位元和傻朋克會面以商量可行的合作，並原訂確認與過往合作過的製作人黑暗之子和海王星再次合作。當被《荷里活報道》問到專輯的方向時，斯皮爾斯回應指它將會是一場從根本上的進化，並補充說：「這應該跟從著你的感覺而自然出現。（...）要出現的，終會出現」。斯皮爾斯原本亦打算與提姆巴蘭和梅西·埃利奧特會面，以協助自己在聲音上的演變。埃利奧特與尼森·史都華均參與了斯皮爾斯專輯的製作工作，然而這些初期的素材都沒有發行。斯皮爾斯也和液晶大喇叭的詹姆斯·墨菲一起著手專輯，但卻沒有滿意的效果，墨菲表示：「我們一起躺在地板上，頭併著頭，在記事本上創作出歌詞。她似乎很想討好我，但沒有奏效。她去吃晚餐後便沒有再回來」。斯皮爾斯在2003年1月錄製由林普巴茲提特的主唱佛瑞·德斯特創作兼製作的三首神遊舞曲歌曲。但隨著他們分手的新聞傳出後，德斯特向Jive唱片表示自己不會讓他們使用這些歌曲。2003年3月，黑客帝國三人組的劳伦·克里斯蒂向MTV新聞談及專輯的發展，並以麥當娜的專輯《光芒萬丈》（1998年）與他們和斯皮爾斯合作的作品相比，表示：

她正在將自己的職業生涯提升到新的水平。麥當娜總是將夜店元素融入自己的作品，並把它推向主流。我覺得布蘭妮正接納自己在尋求製作出不同事物，而不是往自己身上套用熟悉公式的觀念。（...）我不覺得（她的歌迷）會激動跟難過。我覺得他們會對即將出現的相當感興趣。

2003年5月，斯皮爾斯向MTV的奎都斯·菲利普播放數首歌曲，包括〈握我的手〉、〈勇敢新女孩〉，以及〈每一次〉。她表示：「我能夠擁有充裕的時間和創意控制權，以讓（新專輯）變得非常特別」。8月27日，她與麥當娜、克莉絲汀·阿奎萊拉和梅西·埃利奧特在《2003年MTV音樂錄影帶大獎》合唱〈宛如處女〉和〈荷里活〉，作為頒獎禮的開幕表演。該場表演以斯皮爾斯穿著婚紗和面紗站在一個巨大的婚禮蛋糕上出現在舞台開始，她唱過〈宛如處女〉前幾句後，阿奎萊拉便從蛋糕後出現並加入表演。麥當娜其後以黑色外套和帽子的造型從蛋糕中走出來，開始唱起〈荷里活〉，然後親吻了斯皮爾斯和阿奎莉拉雙唇。埃利奧特在表演途中從一座婚禮小教堂走出來，並唱起她的歌曲〈Work It〉。表演的接吻場面引起媒體間的熱烈回響，而整場表演其後則被《攪拌機》評為電視史上25個最性感的音樂時刻之一。2008年，MTV把這場表演評為《MTV音樂錄影帶大獎》史上的第一名開幕表演。

## 錄音與製作

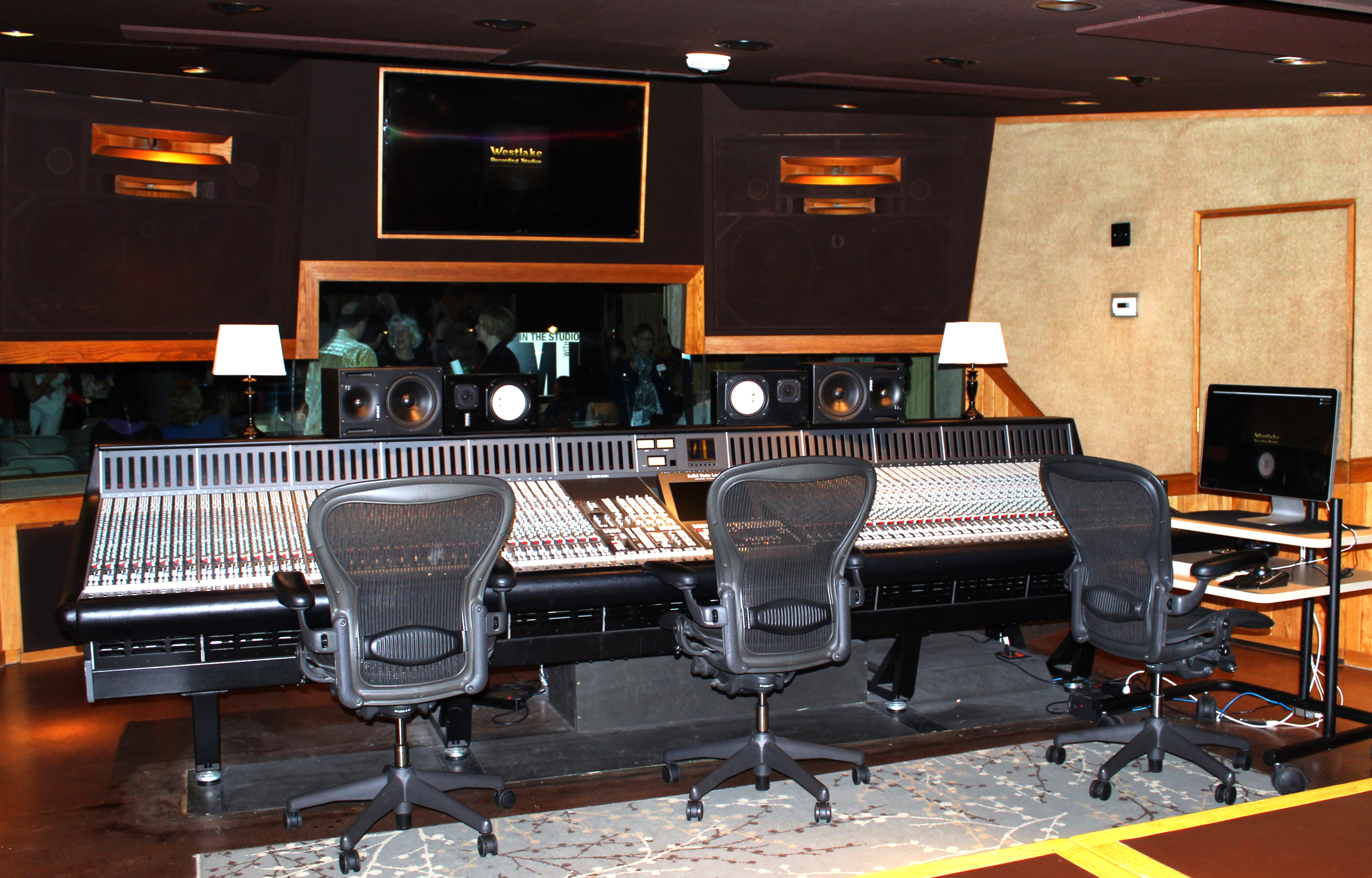
西湖錄音室，《流行禁區》其中一個錄音的地方

斯皮爾斯在《流行禁區》與超害羞&前衛、劳·凯利、肖恩·库姆斯、克里斯多福·斯圖爾特、莫比、盖伊·西格斯沃思，以及黑客帝國三人組等熱門製作人合作。她在個人《夢中夢巡迴演唱會》上開始為專輯創作歌曲。斯皮爾斯對在巡演期間創作的做法表示：「我唯一害怕的是自己根本不知道它們到底好不好。（可是）你們不能相信任何人。你必須跟從自己的感受」。斯皮爾斯表示自己是個自傳式詞曲創作家，但還不至於感到在自我剝削。演唱會結束後，她邀請和音歌手兼朋友安妮·阿爾塔尼到她位於洛杉磯的家。她們在鋼琴上開始寫歌，而不久後則一同往意大利伦巴第大区的科莫湖旅遊。她們合寫的歌曲包括〈每一次〉，阿爾塔尼確認這是賈斯汀·提姆布萊克〈為我流淚〉的回應曲，而斯皮爾斯亦為妹妹潔美·琳·斯皮爾斯創作一首名為〈Shine〉的歌曲，但這首歌並沒有完成。專輯的正式錄音工作在2002年11月展開。斯皮爾斯表示雖然自己最初不清楚想要這張專輯往哪個方向走，但透過花時間與不同的製作人合作找出那些與自己互相匹配的人。《流行禁區》第一首錄音作品為〈握我的手〉，斯皮爾斯指它「確實為專輯的其餘部分找到平衡。我們便從那裡開始」。在洛杉磯的康威录音室為〈每一次〉錄音後，斯皮爾斯稱讚西格斯沃思說：「我只是簡單地告訴他自己想要歌曲聽起來要怎樣。他很神奇，因為有很多製作人根本不明白你所說的事。然後你便覺得，噢，那不是正確的方式。而他則做得恰到好處。他很神奇」。
克里斯多福·斯圖爾特與珀涅羅珀·馬涅，統稱為RedZone，向斯皮爾斯提交第三首他們創作兼製作的歌曲〈Pop Culture Whore〉，雖然經紀公司本身喜歡歌曲，但她仍然拒絕採用，並稱它「爛透了」。二人在紐約市與斯皮爾斯度過一晚，以建立關係並「進入她的世界」，馬涅指這樣更容易「實際地寫出與瞭解她會說和不會說的，去明白她真正的氛圍」。斯圖爾特與馬涅開始著手〈嗆音樂〉的原始版本，斯圖爾特先初步構想出歌曲，而馬涅則以鋼琴創作出旋律和部分歌詞。斯圖爾特指錄音室的空調在錄音期間壞了三天，但斯皮爾斯「沒有任何抱怨，對我來說這顯示出她在這裡是有原因的」。在為《2003年MTV音樂錄影帶大獎》的表演採排期間，斯皮爾斯向麥當娜播放〈嗆音樂〉的完成版。在麥當娜表達出對歌曲的喜愛後，斯皮爾斯邀請她在歌曲上合作。RedZone其後把〈嗆音樂〉交給麥當娜，她把歌曲改編並錄製出附加的聲樂，因此使它改為一首合唱曲。作為麥當娜多年歌迷的斯皮爾斯在聽過對方的段落後感到「極其驚喜」。她說：「我只是請求她做一件小事，但她做得遠比這多。她在歌曲上做了很多」。RedZone其後獲參與更多專輯工作，包括參與〈黎明曙光〉的創作、錄製〈肆無忌憚〉的背景和聲，以及製作出〈與我相聚〉。

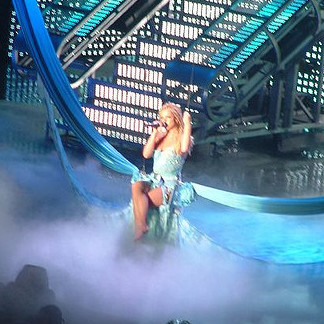
斯皮爾斯在2004年《黑瑪瑙巡迴演唱會》演唱〈你的影子〉

黑客帝國三人組表示當他們向斯皮爾斯提交歌曲後，她把歌曲更改得更加適合與專屬自己，尤其是歌詞的部分。團體成員劳伦·克里斯蒂說：「...她真的清楚自己想要的。她知道她是否正在嘗試不適合自己的東西。她會覺得：『不，那不是我。』她不是那種可以套上某些虛假形象的人」。克里斯蒂亦在〈你的影子〉錄製的時候對斯皮爾斯的聲樂才能印象深刻。史特夫·安德森、麗莎·格林和斯蒂芬·李在倫敦的都市聲音錄音室創作出〈呼吸〉。在與其他詞曲作家見面前，安德森想出兩個專門為斯皮爾斯創作的歌曲概念：其中一個是他「長年準備」的概念，而〈呼吸〉則是他在當天早上的會議才想出來。格林和李都不喜歡第一個概念，並與安德森一起創作出〈呼吸〉。歌曲由馬克·泰勒製作，並保留安德森完成的大部分編程。斯皮爾斯與泰勒錄製出〈呼吸〉與〈一吻定鍾情〉，後者未有收錄在專輯中。專輯的其他錄製地點包括紐約市的電池錄音室、爸爸的家錄音室和道場；洛杉磯的3:20錄音室、誘餌錄音室、太平洋錄音室、唱片工場和西湖錄音室；芝加哥的巧克力工廠；亚特兰大的三角之聲錄音室；倫敦的奧林匹克錄音室，以及斯德哥爾摩的穆林錄音室。斯皮爾斯在整個2003年開始於多間夜場播放這些歌曲，當中包括位於洛杉磯的Show。專輯發行前，斯皮爾斯的經紀人拉里·鲁道夫表示繼續擺脫傳統的流行聲音對斯皮爾斯來說非常重要，並指出《布蘭妮》的〈愛情奴隸〉和〈男朋友〉遠離她過往的音樂。Jive廠牌集團當時的貝瑞·魏斯總裁補充說：「她已經實現了她設定的目標，那就是製作一張聽起來不像她過往三年做過的（歌曲的）成熟專輯，而這同時是一張擁有熱門單曲的商業專輯（...）這屬於她當下應該製作的那種唱片，而這歸功於她的努力」。

## 音樂與歌詞
根據《Billboard》的資料，《流行禁區》標誌著斯皮爾斯在音樂上的轉變。有別於傳統流行風格，這張專輯顯得更加黑暗，並更偏向舞曲風格。斯皮爾斯在接受《滾石》訪問時談到了專輯的整體音樂風格，表示「我會形容它為一張迷幻且帶有氛圍的專輯－你可以聽到一些不那麼結構化的音樂（...）當然，我不再製作像〈愛的初告白〉那些大熱歌曲了。我認為這張專輯呈現了我現在生活中的狀態。它感性而性感。我可能是下意識地這樣創作，因為我現在沒有這樣的經歷」。《偏锋杂志》的薩爾·琴奎馬尼以「大膽地結合嘻哈和舞曲音樂」形容專輯的聲音，而全国公共广播电台的艾米·施里弗則表示這張專輯「融合了舞曲、浩室、狂克、排燈節節拍，以及和海王星風格的嘻哈音樂」。英國廣播公司新聞的湯姆·畢曉普指出這張專輯結合了巴恩格拉、 節奏藍調和嘻哈風格。《衛報》的沙利文·卡羅琳認為《流行禁區》是「浩室、夢幻的電子流行和布蘭妮的歌詞想法的快樂碰撞（...）將她置於乖乖牌少女與性自信的女人之間的分界線」。《攪拌機》的威廉·肖認為《流行禁區》的主要主題是「斯皮爾斯作為單身女性對自己的性感覺醒」。
《流行禁區》以〈嗆音樂〉開始，在決定麥當娜的加入後，這改為一首合唱曲。斯皮爾斯和麥當娜在歌曲的各個段落交替演唱，而橋段部分則由麥當娜獨自演唱。歌曲的伴奏中融入了嘻哈和放克吉他的元素。在歌詞主題上，斯皮爾斯和麥當娜唱著在舞池上放手享受的樂趣，包括「我要對著喇叭／單挑這音樂／就像單人挑戰賽」的歌詞。第二首歌曲〈神魂顛倒〉是一首迎來陰陽雙煞客串的亚特兰大風格嘻哈歌曲。〈愛的告白〉有著奔放的節拍，歌詞講述了「爭吵後以肉體關係重修舊好」，包括「我真的不想引誘你／但你能解開我的拉鍊嗎？」的歌詞。《滾石》將它歸類為流行舞場雷鬼歌曲。〈呼吸〉被形容為專輯中最肉慾的歌曲，並獲與麥當娜1992年的專輯《情慾》作比較。在這首受神遊舞曲影響的歐陸浩室與氛圍鐵克諾風格的歌曲中，斯皮爾斯唱出：「喔，好熱，我需要些新鮮空氣／但是男孩，別停止，因為我馬上就到」」與「只要並起嘴唇吹氣」的歌詞。〈黎明曙光〉描述了斯皮爾斯在紐約市的一家夜店尋找男人的場景。這首歌具有滲透的節拍，而斯皮爾斯則在歌曲以沉穩的聲音和哈欠聲表現出壓低的聲樂。歌曲的歌詞亦提到了夜店「Show」的名字。〈中你的毒〉後來被斯皮爾斯稱為自己職業生涯中最喜歡的歌曲，原訂為提供給澳洲歌手凱莉·米洛。這首歌融合了嘻哈、電子流行和巴恩格拉音樂的元素，並使用了各種不同的樂器，包括鼓、合成器、高音弦樂器和沖浪結他。〈中你的毒〉的歌詞講述了對情人上癮的故事。
根據MTV的形容，〈肆無忌憚〉是一首受嘻哈啟發的歌曲，斯皮爾斯在歌曲中「低聲呢喃和呻吟（...）並以弄蛇術的旋律營造出異國風情」。歌詞涉及物質主義和娛樂，而她亦在副歌中唱出了一些使自己愉悅的事物。在〈握我的手〉中，斯皮爾斯覺得這首歌與珍納·積遜的〈愛就是這樣〉（1993年）相似，而她亦在歌曲中以較低的音域歌唱。歌曲的使用樂器包含遠東音樂的元素，當中主要使用中國樂器二胡，而歌詞的主題則涉及自慰：「走向未知，使我勇敢不已／我將走向自己無法控制的地方／而今晚的我不想多說些甚麼／而今晚的我並不想解釋太多／過去我曾嘗試隱藏的所有事情」。〈與我相聚〉是一首帶有雷鬼感覺的歌曲，斯皮爾斯亦以牙買加帕托亞口音歌唱。〈你的影子〉是一首強力流行歌曲，歌詞講述即使愛人離去，但他仍然盤旋心頭的故事。〈勇敢新女孩〉的歌詞講述一個年輕女子發現自己的熱情並放下顧忌。伴隨著起伏不定的電子放克節拍，她以近乎饒舌的輕快節奏唱出：「她准备打包行李，踏上寻找自我的道路，她要发现对与错／她不再想待在纽约，不想待在洛杉矶，她想寻找属于她的那个吻」。這首歐陸舞曲流行歌曲受到不要懷疑、金髮美女和麥當娜的啟發。〈每一次〉以伴隨斯皮爾斯的喘息聲樂的鋼琴前奏作開始，而她的聲音則隨著歌曲進展由柔和變得有力。歌詞內容為對於在無意中傷害前任情人的道歉。在歌曲中，斯皮爾斯解釋了她感到無法繼續下去的感覺，並唱出「每當我想要飛翔時卻總是墜落／失去翅膀的我感覺很渺小」。在接受MTV訪問時，斯皮爾斯說：「這是關於心碎，關於你的初戀，你的第一個真愛。這是每個人都能夠感同身受的，因為每個人都有那個你認為會陪伴你一生的初戀」。當被問到〈每一次〉是否關於賈斯汀·提姆布萊克時，她回答說：「我會讓歌曲本身說話」。里希·里奇的重混版〈嗆音樂〉捨棄歌曲原本的旋律，並加入哐啷作響基調強節奏以及旁遮普吶喊聲。在國際版附贈曲〈生命的答案〉中，斯皮爾斯唱出她的愛人是自己需要的全部答案：「誰能緊緊擁抱我，讓我在夜晚感到溫暖？／當一切都不對勁時，誰能擦去我的眼淚，使一切變得正確？／誰能給我愛，直到我感到滿足？／誰是我生命中所需要的人？」。在澳洲、日本和英國版附贈曲〈別掛掉電話〉中，她在電話中懇求情人使她從遠距離感到滿足。

## 發行與宣傳

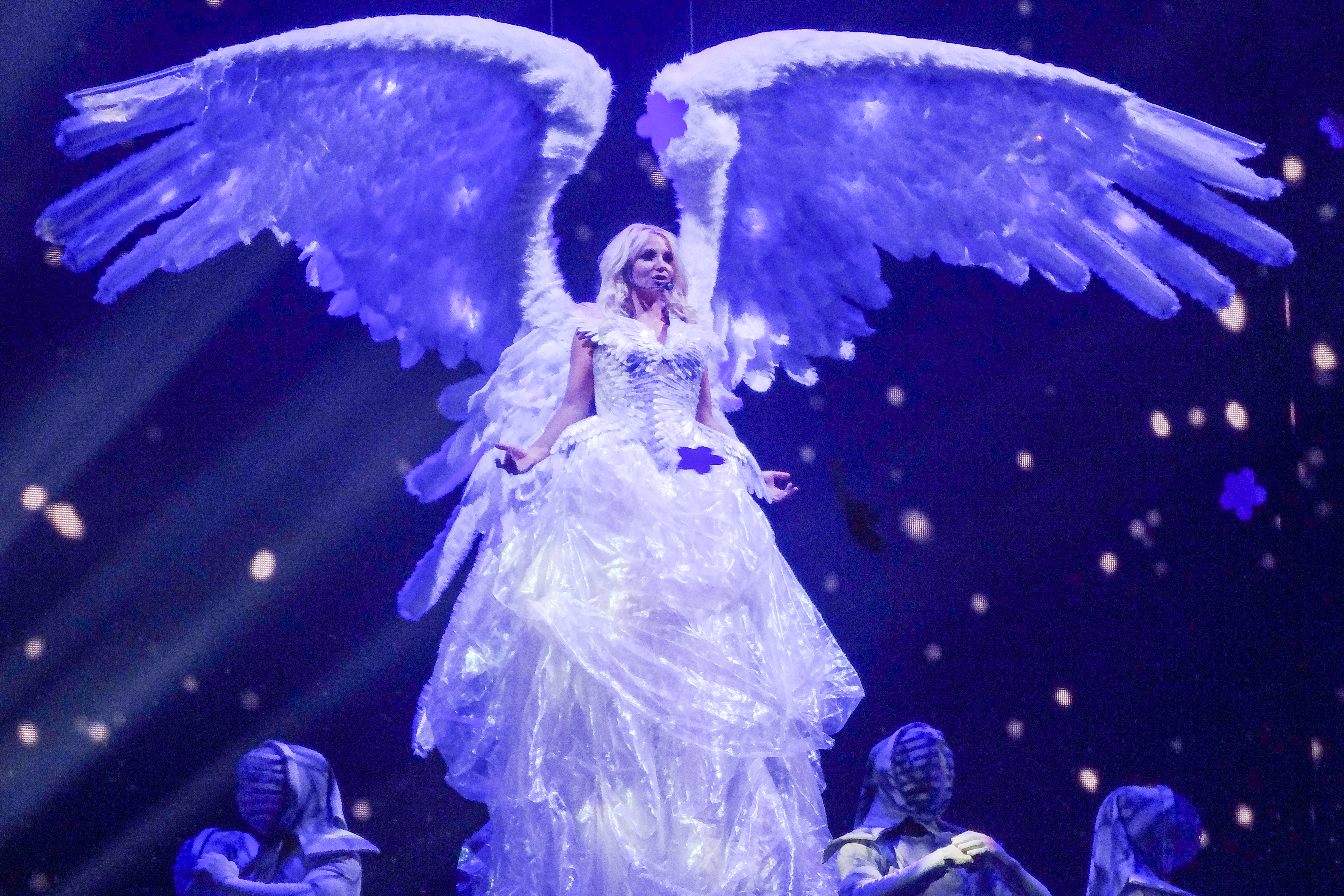
斯皮爾斯在2014年的拉斯維加斯駐唱演唱會《布蘭妮：破碎的我》上演唱〈每一次〉

斯皮爾斯率先在2003年9月4日的「2003年國家美式足球聯盟踢開球現場」表演主打單曲〈嗆音樂〉，以宣傳《流行禁區》。這場表演還包括〈愛的初告白〉和〈愛情奴隸〉的混合曲，並施放煙火。9月14日，斯皮爾斯在棕櫚賭場度假村的Rain夜店舉行了一場驚喜音樂會，表演了〈嗆音樂〉、〈呼吸〉，並表演了〈愛的初告白〉和〈愛情奴隸〉的混合曲。10月18日，她在《週六夜現場》上表演了〈嗆音樂〉和〈每一次〉。斯皮爾斯在11月16日的《2003年全美音樂獎》上表演〈嗆音樂〉作為頒獎禮的開幕演出。美國廣播公司在翌日播出名為《布蘭妮·斯皮爾斯：流行禁區》的演唱會特輯。11月18日，《流行禁區》在美國發行當天，她在時報廣場的《互動全方位》節目上表演了〈嗆音樂〉和〈神魂顛倒〉。美國廣播公司的演唱會特輯和《互動全方位》的表演後來被收錄在2004年4月6日發行的影像專輯《流行禁區影音全紀錄》中。該作品在發行首週空降美國音樂錄影帶銷量榜冠軍，其後亦獲美國唱片業協會認證為雙白金唱片。斯皮爾斯也在2003年11月17日的《傑·雷諾今夜秀》和11月24日的《凱利和邁克爾脫口秀》上表演〈嗆音樂〉。12月8日，在斯台普斯中心舉行的《Jingle Ball》音樂會上，她作為音樂會頭牌歌手演唱了〈中你的毒〉、〈呼吸〉和〈嗆音樂〉。
2003年11月，鬆巴廠牌集團總裁貝瑞·魏斯接受《Billboard》的訪問時表示，《流行禁區》的宣傳活動在全球範圍內進行，包括印刷和電子媒體、電視、廣播和錄影帶等各種途徑，以向大眾進一步宣傳專輯發行的消息。此外，Jive唱片公司也與生活型態營銷公司卡貝爾集團合作，將專輯打進同志社群的市場。其他廣泛的市場營銷工作還包括與營銷公司搖滾杯蓋的合作企劃，當顧客在勝百諾點了一杯汽水後，就會收到一個印有專輯封面的杯子，杯蓋上還有一個三英寸的光碟，其中包括〈勇敢新女孩〉和其他兩位藝人的歌曲；新版的搖滾杯蓋光碟在12月推出，當中包括〈嗆音樂〉的布蘭妮獨唱重混版，以及Jive唱片公司其他藝人尼克·卡農和寶齡湯樂團的歌曲。帝王影院也播放一部包括斯皮爾斯音樂錄影帶幕後製作花絮的短篇電影。專輯的兩個電視宣傳廣告在11月1日開始作全國播放，其中一個是在《週六夜現場》上播出的預告廣告，另一個則獨家在MTV上播出。專輯沒有任何以贊助形式的跨界營銷活動，拉里·鲁道夫解釋：「（這一次）將更聚焦在音樂上，而不是跨界營銷」。在國際宣傳方面，斯皮爾斯在四個月的時間內參與了七個迷你電視特輯，以及超過150個在美國以外的採訪。其中包括她在2004年1月24日於法國《NRJ音樂獎》的〈中你的毒〉現場表演，以及6月25日在英國《Top of the Pops》的〈每一次〉表演，這也是專輯的最後一次電視表演。

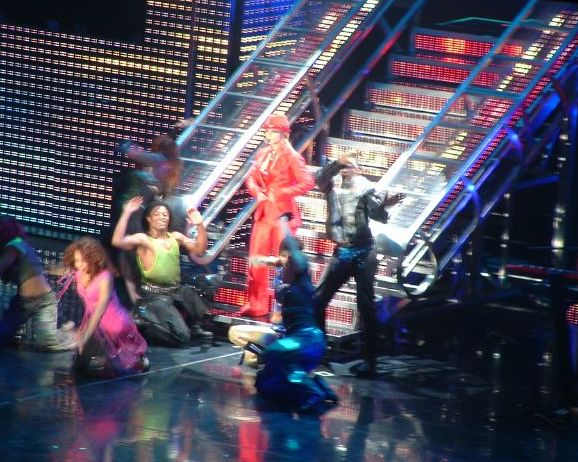
斯皮爾斯在2004年的《黑瑪瑙巡迴演唱會》以〈嗆音樂〉的表演作為結束演出

在2003年12月，官方宣布將舉行巡迴演唱會以進一步宣傳《流行禁區》，這個演唱會最初名為《流行禁區巡迴演唱會》（In the Zone Tour）。然而斯皮爾斯因商標侵權而被聖地牙哥的公司Lite Breeze股份有限公司起訴，被禁止使用詞語「in the zone」，因此演唱會的名稱改為《黑瑪瑙巡迴演唱會》（The Onyx Hotel Tour）。演唱會於2004年3月2日在聖地牙哥體育館開始。斯皮爾斯受到酒店主題的啟發，後來將其與黑瑪瑙的概念結合。演唱會的舞台受到百老匯音樂劇的啟發，比起她過往演唱會的設計更加簡樸。演唱會的表演曲目主要由《流行禁區》的歌曲組成，並以加入了爵士、藍調和拉丁打擊樂等元素改編舊曲表演。巡演主辦方清晰頻道娛樂向比起過往更成熟的觀眾群推廣演唱會，而贊助商MTV在電視節目和該網站上大力宣傳。演唱會分為七個部分：「入住手續」、「神秘酒廊」、「神秘花園」、「黑瑪瑙區域」、「監控鏡頭」、「夜總會」，以及「安可」。「入住手續」展現與舞蹈結合的酒店主題表演。「神秘酒廊」向《歌廳》和其他音樂劇致敬，並同時重混斯皮爾斯部分早期熱門作品。「神秘花園」展現一個叢林風格的舞台。「黑瑪瑙區域」展示出帶有雜技表演的抒情曲表演。「監控鏡頭」為演唱會最嫵媚的部分，斯皮爾斯和舞者模仿不同性行為。「夜總會」展現一個具有城市風格的表演。「安可」包含一部系統故障的過場影片，而斯皮爾斯則穿著紅色服裝進行表演。該巡演獲得了褒貶不一的評論，部分評論家稱讚其為一場具娛樂性的演出，但亦有認為它看起來「更（像）一場奇觀，而不是一場真正的演唱會」。《黑瑪瑙巡迴演唱會》獲得商業上的成功，票房總收入達到了3,400萬美元。斯皮爾斯在3月於舞台表演時膝蓋意外受傷，被迫將兩場演出改期。6月8日，斯皮爾斯在拍攝〈肆無忌憚〉音樂錄影帶時再次摔倒並使膝蓋受傷。她接受了手術，而演唱會的剩餘場次則全部取消。

## 單曲
〈嗆音樂〉於2003年10月14日作為《流行禁區》的主打單曲發行。Jive唱片原先打算把〈肆無忌憚〉作為主打單曲發行，但斯皮爾斯說服他們改為發行〈嗆音樂〉。歌曲獲得音樂評論家褒貶不一的評價，部分評論家認為它是一首強勁的舞曲，而其他評論家則覺得它了無生氣及令人失望。〈嗆音樂〉在國際範圍上取得了商業成功，登上澳洲、丹麥、匈牙利、愛爾蘭和西班牙等國家的單曲榜冠軍，以及European Hot 100 Singles榜的冠軍。歌曲亦打進加拿大、義大利、挪威和英國等國家單曲榜前5位；然而它在美國最高僅登上《Billboard》Hot 100第35位，成為斯皮爾斯當時排名最低的專輯主打單曲。歌曲在2004年《Billboard》音樂獎上羸得年度熱門舞曲單曲。歌曲的音樂錄影帶由保羅·亨特執導拍攝，內容為斯皮爾斯在夜店裡追逐麥當娜。

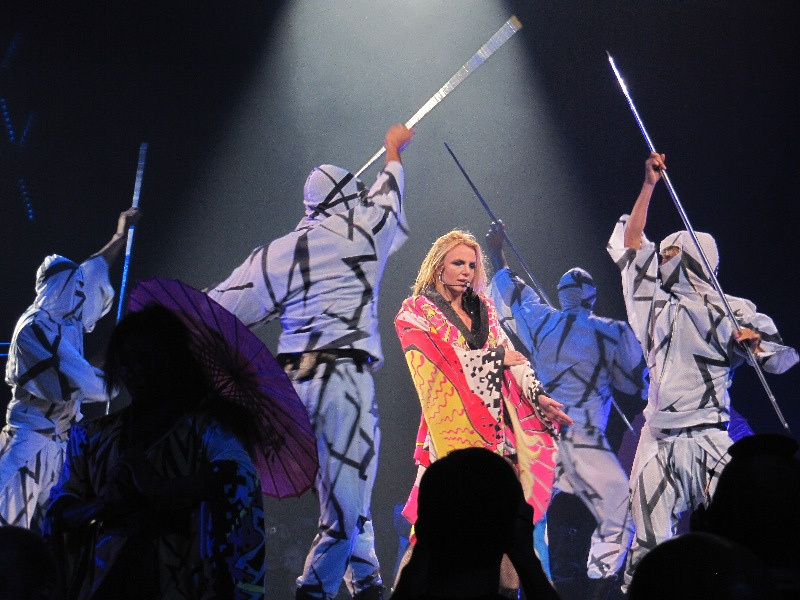
斯皮爾斯在2011年《蛇蠍美人巡迴演唱會》上演唱《流行禁區》第二支單曲〈中你的毒〉

〈中你的毒〉於2004年1月12日作為《流行禁區》的第二支單曲發行，並獲得廣泛的好評。Jive原本建議斯皮爾斯在〈神魂顛倒〉和〈肆無忌憚〉之間選擇出專輯的第二支發行單曲，但她最終決定選擇〈中你的毒〉作為單曲發行。歌曲在全球獲得了商業成功，打進15個國家單曲榜前5位，並登上澳洲、加拿大、匈牙利、挪威和英國的單曲榜冠軍。在美國，〈中你的毒〉最高登上《Billboard》Hot 100第9位，成為她自2000年的〈愛的再告白〉以來首支打進前10名的單曲。歌曲的錄影帶由喬瑟夫·坎恩執導拍攝，斯皮爾斯在錄影帶中化身秘密特工，尋找一瓶綠色液體。她在偷走液體後進去一間公寓，並毒害了她不忠的男友。錄影帶也穿插斯皮爾斯以鑽石覆蓋全身的裸露場景。〈中你的毒〉為斯皮爾斯贏得首項葛萊美獎，在《2005年葛萊美獎》上贏得最佳舞曲錄製，並常被認為是她的代表作之一。
〈每一次〉於2004年5月10日作為《流行禁區》的第三支單曲發行，並受到了廣泛的好評。歌曲在多個國家取得了商業成功，打進全球多個單曲榜前5位，並登上澳洲、匈牙利、愛爾蘭和英國等單曲榜冠軍，以及最高登上美國《Billboard》Hot 100第15位。歌曲的音樂錄影帶由大衛·拉切貝爾執導拍攝，展現出斯皮爾斯作為被狗仔隊纏身的明星，浸浴時因為頭部傷口出血而在浴缸溺水身亡。被送到醫院後，醫生未能把她救回來，與此同時一個孩子在隔壁的房間誕生，暗示著斯皮爾斯的轉世。錄影帶的原始情節本來是斯皮爾斯因服藥過量而去世，但由於遭到多個組織的批評，認為它將自殺美化，所以改為其他情節。
〈肆無忌憚〉於2004年7月13日作為《流行禁區》的第四支兼最後的單曲發行。歌曲獲採用為電影《貓女》（2004年）的主題曲後被選為單曲發行。歌曲獲得音樂評論家褒貶不一的評論，部分評論家讚揚它時髦的聲音，並指出其受米高和珍納·積遜的影響，而其他音樂評論家則認為它「難以記得」。由於欠缺宣傳，歌曲成為專輯中排名最低的單曲，在美國《Billboard》Hot 100僅最高登上第79位。歌曲的音樂錄影帶原定由大衛·梅耶斯執導，並於6月8日在紐約市拍攝，但是斯皮爾斯在那天膝蓋受傷而接受關節鏡手術。由於這次意外，錄影帶的拍攝計劃被取消，而《黑瑪瑙巡迴演唱會》的剩餘場次和《貓女》原聲帶的收錄也全數取消。

## 專業評價
| 綜合得分     | 綜合得分 |
| 來源         | 評分     |
| ------------ | -------- |
|              | 66/100   |
| 評論得分     |          |
| 來源         | 評分     |
| About.com    | 4/5颗星  |
| AllMusic     | [ 63 ]   |
| 《攪拌機》   | [ 64 ]   |
| E!           | B+       |
| 《娱樂週刊》 | B−       |
| 《衛報》     | [ 38 ]   |
| 《滾石》     | [ 32 ]   |
| 《偏锋杂志》 | [ 28 ]   |
| 《Spin》     | B–       |
| 《Vibe》     | [ 37 ]   |

《流行禁區》在發行後獲得普遍正面的音樂評價。Metacritic對主流樂評家的評論進行了標準化評分，根據13則評論給予專輯66分的平均分（滿分100分）。About.com的傑森·肖恩給予正面評價，認為專輯有著性感的氛圍，而成果則是來自斯皮爾斯的個人陳述。他還補充：「斯皮爾斯的新專輯還有一個特點，就是她以前的專輯從未能夠產生任何持續的情感回應，而只有來自一張優秀流行專輯的愉悅。我會想念马克斯·马丁，但感覺S小姐一直在注意著拉西科尼。換句話說，這是布蘭妮的《忠實者》」。AllMusic的史蒂芬·托馬斯·艾爾維恩表示專輯「已經被所有夜店準備好播放，但儘管有一些新電子放克和海王星的痕跡，它聽起來仍然不現代，而是像1993年的作品，或者是麥當娜的《枕邊故事》和《光芒萬丈》。這些歌曲不僅有著精湛的製作，而且比她以前的專輯更加多樣」。英国广播公司的露絲·米切爾稱〈黎明曙光〉是專輯中最好的歌曲，但她補充說：「可惜，她想要證明自己變得成熟的意圖把《流行禁區》的優點掩蓋得模糊不清」。《攪拌機》的米姆·烏多維奇表示：「這張我要出來的專輯毫不猶豫地從心靈之歌轉向鼠蹊之歌（...）不再是一個女孩，從奴役中解放出來，現在完全成為一個女人，她成為了一個相當令人信服的女主人」。
《娱樂週刊》的大衛·布朗稱〈勇敢新女孩〉和〈握我的手〉是《流行禁區》中最優秀和直接的時刻，但他補充說：「在這張旨在慶祝她成年的專輯中，斯皮爾斯仍然保持著距離感和浸沒感。儘管擁有自由，她仍在尋找自己的道路」。《滾石》的喬恩·帕雷萊斯表示：「（斯皮爾斯的）聲音經過處理，使物理感幾乎都消失。（...）《流行禁區》提供了脫衣舞俱樂部和色情電話式的性感，隨和而空洞。除了閃亮的節拍，斯皮爾斯聽起來就像充氣娃娃一樣不親密」。《偏锋杂志》的薩爾·琴奎馬尼指：「布蘭妮的第四張專輯《流行禁區》以大膽的嘻哈和舞曲音樂類型變得成熟，擦去了她過去泡泡糖流行音樂的最後痕跡。（...）大部分情況下，《流行禁區》是一封給舞池的巨大情書，這使麥當娜的參與（...）顯得更加合適。《衛報》的多利安·林斯表示：「有別於布蘭妮過往的專輯，《流行禁區》沒有湊數的歌曲，也沒有粗製濫造歌曲翻唱，只有57種高品質的熱門流行音樂。這裡有南部嘻哈、深度浩室、海王星風格的節奏藍調、無處不在的排燈節節拍，最重要的是，還有大量的麥當娜元素」。《Vibe》的傑森·金認為這是一張「極具自信的舞曲專輯，並同時展現斯皮爾斯作為詞曲作者的成長」。

## 榮譽
| 年份   | 頒獎禮              | 獎項                              | 對象            | 結果 | 來源   |
| ------ | ------------------- | --------------------------------- | --------------- | ---- | ------ |
| 2004年 | 日本金唱片大獎      | 年度國際搖滾專輯                  | 《流行禁區》    | 獲獎 | [ 85 ] |
| 2004年 | Premios Oye!        | 年度英語專輯                      | 《流行禁區》    | 提名 | [ 86 ] |
| 2004年 | 《Billboard》音樂獎 | 年度《Billboard》二百強專輯女歌手 | 布蘭妮·斯皮爾斯 | 提名 | [ 87 ] |
| 2005年 | 葛萊美獎            | 最佳舞曲錄製                      | 〈中你的毒〉    | 獲獎 | [ 72 ] |

## 商業成績

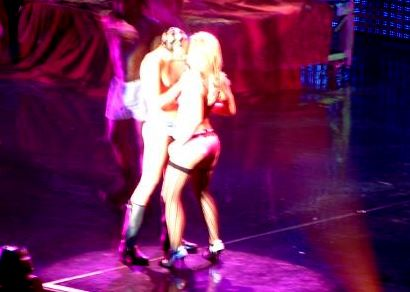
2004年《黑瑪瑙巡迴演唱會》，斯皮爾斯在舞者的旁邊表演著〈呼吸〉

在美國，《流行禁區》在發行首週以約609,000張銷量空降2003年12月6日當週的《Billboard》200冠軍。專輯打破2003年女性歌手在當地的最高首週銷量紀錄，但紀錄兩週後被艾莉西亚·凯斯的《琴韵心声》再次打破。斯皮爾斯亦成為當時第二位連續獲得四張《Billboard》冠軍專輯的女歌手，而珍妮·杰克逊則以連續五張成為當時的紀錄保持者。專輯在2023年10月獲美國唱片業協會認證為三白金唱片，代表達到300萬張專輯等價單位。專輯其後登上2004年的《Billboard》年榜第8位。根據尼爾森銷量統計系統的資料，《流行禁區》截至2015年已經在當地售出超過300萬張。在加拿大，專輯在發行首週以約31,000張銷量空降Canadian Albums Chart亞軍。專輯其後獲加拿大音乐协会認證為三白金唱片，代表出貨量達到300,000張。
在英國，《流行禁區》在發行首週空降英國專輯排行榜第14位，其後在發行第34週最高登上第13位，並在榜單總共逗留了43週。專輯於2004年獲英国唱片业协会認證為白金唱片。專輯在歐洲大陸獲得更高排名，包括打進奧地利、比利時、捷克共和國、丹麥、德國、希臘、匈牙利、愛爾蘭、荷蘭、瑞典與瑞士專輯榜前10位，並最高登上歐洲百強專輯榜季軍。在法國，專輯在發行首週空降冠軍，成為斯皮爾斯繼《愛的再告白》（2000年）後在當地的第二張冠軍專輯，並在2004年12月獲法國唱片出版業公會認證為雙金唱片。專輯在2004年4月獲國際唱片業協會認證為白金唱片，代表在歐洲售出超過100萬張。
在拉丁美洲地區，《流行禁區》分別在阿根廷和墨西哥認證為白金唱片。在澳洲，專輯發行首週空降澳洲百強專輯榜第10位，其後在2004年獲澳大利亚唱片业协会認證為白金唱片。在紐西蘭，專輯在發行首週空降榜單第28位，其後分別在2004年4月最高登上第25位，以及獲新西兰唱片音乐协会認證為金唱片。專輯亦在亞洲地區取得商業成功，在發行首週空降南韓國際專輯榜冠軍。在日本，專輯以59,128張首週銷量空降Oricon專輯榜季軍。專輯其後在2003年12月獲日本唱片協會認證為白金唱片。根據國際唱片業協會的報告，《流行禁區》為2003年全球銷量第八高的專輯。

## 影響與地位
《流行禁區》被許多音樂評論家視為布蘭妮的蛻變。AllMusic的史蒂芬·托馬斯·艾爾維恩表示：「如果2001年的《布蘭妮》是一張過渡專輯，捕捉布蘭妮少女已過，熟女未滿的時刻，那麼她在2003年推出的續作《流行禁區》則是她終於完成了這段旅程，成為布蘭妮，成熟的成年女性」。艾爾維恩將斯皮爾斯她的同儕的克莉絲汀·阿奎萊拉相比，解釋說她們都將成熟與顯而易見的性和及夜店的狂熱聲音聯繫在一起，但是阿奎萊拉「顯得像是天生的淫蕩女郎，布蘭妮則像是在大學放縱自己的鄰家女孩，喝酒、抽煙、跳舞、性愛全都有點輕率，因為這是她第一次可以放縱自己」。《偏锋杂志》的薩爾·琴奎馬尼表示：「對於作為看起來總是過於性感的少女來說，《流行禁區》終於讓布蘭妮長大了。她那種小女孩的媚態現在起了實際作用－也許是因為她已經21歲，終於成為成年女性了」。《Vibe》的傑森·金指這張專輯展示出蛻變後的斯皮爾斯：「不再是一個女孩，而是任何男人都可以駕馭的女人」。
斯皮爾斯在《黑瑪瑙巡迴演唱會》因為膝蓋受傷而腰斬後，離開了舞台一段時間以歇息，直至2007年10月才推出新錄音室專輯《暈炫風暴》。她在2004年4月演唱會期間認識凯文·费德林，二人其後展開戀情並在9月18日結婚。她的首張精選輯《妮裳神話-精選+新曲》於11月發行，發行首週空降美國《Billboard》200第4位。雖然斯皮爾斯未有宣傳作品，但仍然推出兩首國際熱門單曲－〈我的特權〉和〈馬上行動〉。2005年9月，斯皮爾斯誕下了長子肖恩·普萊斯頓，並在翌年誕下次子傑登·占士。2006年11月，她向费德林提出離婚申請，理由是無法調和的分歧，而離婚最終於2007年7月完成。在這段期間，斯皮爾斯陷入了一系列媒體醜聞並經歷精神崩潰，並在2007年2月把公開把頭髮剃光。
多位音樂評論家均認為《流行禁區》對於2000年代的流行音樂具有重要影響。2009年，全国公共广播电台的艾米·施里弗將專輯列為「年代最重要的50張錄音作品」之一。她稱其為「00年代流行音樂的入門書」，認為斯皮爾斯是未來主義音樂的理想載體，因為她仍然試圖擺脫自己的青少年流行過去。施里弗稱讚了〈中你的毒〉和〈每一次〉，並補充說：「儘管該年代的名人崇拜、狗仔隊偷窺和對女性賣弄性感和作為母親的矛盾都寫在斯皮爾斯身上，但該年代的完美流行音樂歷史也記載在她的作品中」。2018年，在慶祝專輯的發行15週年紀念時，《Billboard》的傑森·利普舒茨指專輯「標誌著斯皮爾斯嘗試以往未曾探索的電子音樂和嘻哈音樂，以走往更加成熟的方向。而專輯的歌詞－提到了她和賈斯汀·汀布萊克分手的事情，並反擊媒體上的批評者－在新層次上展現出她的獨立與坦率」。
洛杉磯的快閃博物館「The Zone」「透過提供值得上傳Instagram的拍照場面、互動展品，以及由射频识别手環啟動的個人化內容」紀念斯皮爾斯的「代表歌曲、音樂錄影帶和服裝」，博物館的名稱來自《流行禁區》的名稱，並在2020年1月開幕。

## 歌曲列表
| 《流行禁區》 – 標準版 | 《流行禁區》 – 標準版                                                                                      | 《流行禁區》 – 標準版 | 《流行禁區》 – 標準版                         | 《流行禁區》 – 標準版 |
| 曲序                  | 曲目 | 词曲 | 製作人                                        | 时长                  |
| --------------------- | --- | --- | --------------------------------------------- | --------------------- |
| 1.                    | 嗆音樂（麥當娜客串） Me Against the Music（featuring Madonna）                                             | 布蘭妮·斯皮爾斯 麥當娜 克里斯多福·「特里基」·斯圖爾特 （ 英语 ： Tricky Stewart） 塔比索·「塔伯」·恩凱雷耶 珀涅羅珀·馬涅 特留斯·納什 蓋瑞·奧布賴恩 | Trixster （ 英语 ： Tricky Stewart） 馬涅 [a]               | 3:43                  |
| 2.                    | 神魂顛倒（陰陽雙煞客串） (I Got That) Boom Boom（featuring Ying Yang Twins）                               | 羅伊·「皇室」·漢密爾頓 （ 英语 ： Roy "Royalty" Hamilton） 柴娜·羅雅爾 德昂格羅·福爾摩斯 （ 英语 ： Ying Yang Twins） 埃里克·傑克遜 （ 英语 ： Ying Yang Twins）                         | 漢密爾頓                                      | 4:51                  |
| 3.                    | 愛的告白 Showdown                                                                                          | 斯皮爾斯 凱西·丹尼斯 （ 英语 ： Cathy Dennis） 克里斯蒂安·卡爾森 （ 英语 ： Bloodshy & Avant） 彭圖斯·溫伯格 （ 英语 ： Bloodshy & Avant） 亨里克·莊伯克 （ 英语 ： Henrik Jonback）           | 超害羞&前衛                                   | 3:18                  |
| 4.                    | 呼吸 Breathe on Me                                                                                         | 斯蒂芬·李 史特夫·安德森 （ 英语 ： Steve Anderson (musician)） 麗莎·格林                                                                                      | 馬克·泰勒                                     | 3:43                  |
| 5.                    | 黎明曙光 Early Mornin'                                                                                     | 斯皮爾斯 莫比 斯圖爾特 馬涅 | 莫比 Trixster [b] 馬涅 [b]                    | 3:45                  |
| 6.                    | 中你的毒 Toxic                                                                                             | 丹尼斯 卡爾森 溫伯格 莊伯克 | 超害羞&前衛                                   | 3:21                  |
| 7.                    | 肆無忌憚 Outrageous                                                                                        | 劳·凯利 | 凯利 Trixster [b] 馬涅 [b]                    | 3:22                  |
| 8.                    | 握我的手 Touch of My Hand                                                                                  | 斯皮爾斯 吉米·哈里 （ 英语 ： Jimmy Harry） 巴勒瓦·穆罕默德 （ 英语 ： The Clutch） 謝潑·所羅門 （ 英语 ： Sheppard Solomon）                                             | 哈里 所羅門                                   | 4:19                  |
| 9.                    | 與我相聚 The Hook Up                                                                                       | 斯皮爾斯 斯圖爾特 恩凱雷耶 馬涅 | Trixster 馬涅 [a]                             | 3:54                  |
| 10.                   | 你的影子 Shadow                                                                                            | 斯皮爾斯 劳伦·克里斯蒂 斯科特·斯波克 （ 英语 ： The Matrix (production team)） 格雷厄姆·愛德華茲 （ 英语 ： The Matrix (production team)） 查理·米迪奈特 （ 英语 ： Charlie Midnight）                       | 黑客帝國三人組                                | 3:45                  |
| 11.                   | 勇敢新女孩 Brave New Girl                                                                                  | 斯皮爾斯 布賴恩·基爾魯夫 （ 英语 ： Brian Kierulf） 喬什·施瓦茲 凱拉·狄奧果笛                                                                     | 布賴恩與喬什                                  | 3:30                  |
| 12.                   | 每一次 Everytime                                                                                           | 斯皮爾斯 安妮·阿爾塔尼 （ 英语 ： Annet Artani）                                                                                                 | 盖伊·西格斯沃思                               | 3:53                  |
| 13.                   | 嗆音樂（重混版）（麥當娜客串） Me Against the Music（Rishi Rich's Desi Kulcha Remix）（featuring Madonna） | 斯皮爾斯 麥當娜 斯圖爾特 恩凱雷耶 馬涅 納什 奧布賴恩                                                                                 | Trixster 馬涅 [a] 里希·里奇  [c] | 4:31                  |
| 总时长：              | 总时长：                                                                                                   | 总时长： | 总时长：                                      | 49:55                 |

| 《流行禁區》 – 國際版（附贈曲） | 《流行禁區》 – 國際版（附贈曲） | 《流行禁區》 – 國際版（附贈曲）                    | 《流行禁區》 – 國際版（附贈曲） | 《流行禁區》 – 國際版（附贈曲） |
| 曲序                            | 曲目                            | 词曲                                               | 製作人                          | 时长                            |
| ------------------------------- | ------------------------------- | -------------------------------------------------- | ------------------------------- | ------------------------------- |
| 14.                             | 生命的答案 The Answer           | 萊恩·萊斯里 （ 英语 ： Ryan Leslie） 肖恩·「P. Diddy」·库姆斯 | 库姆斯 萊斯里                   | 3:55                            |
| 总时长：                        | 总时长：                        | 总时长：                                           | 总时长：                        | 53:57                           |

| 《流行禁區》 – 澳洲、日本及英國版（附贈曲） | 《流行禁區》 – 澳洲、日本及英國版（附贈曲） | 《流行禁區》 – 澳洲、日本及英國版（附贈曲） | 《流行禁區》 – 澳洲、日本及英國版（附贈曲） | 《流行禁區》 – 澳洲、日本及英國版（附贈曲） |
| 曲序                                        | 曲目                                        | 词曲                                        | 製作人                                      | 时长                                        |
| ------------------------------------------- | ------------------------------------------- | ------------------------------------------- | ------------------------------------------- | ------------------------------------------- |
| 15.                                         | 別掛掉電話 Don't Hang Up                    | 斯皮爾斯 基爾魯夫 施瓦茲                    | 布賴恩與喬什                                | 4:02                                        |
| 总时长：                                    | 总时长：                                    | 总时长：                                    | 总时长：                                    | 57:59                                       |

| 《流行禁區》 – DVD-Audio版（附贈視頻） | 《流行禁區》 – DVD-Audio版（附贈視頻）                         | 《流行禁區》 – DVD-Audio版（附贈視頻） | 《流行禁區》 – DVD-Audio版（附贈視頻） |
| 曲序                                   | 曲目                                                           | 製作人                                 | 时长                                   |
| -------------------------------------- | -------------------------------------------------------------- | -------------------------------------- | -------------------------------------- |
| 14.                                    | 嗆音樂（麥當娜客串） Me Against the Music（featuring Madonna） | 保羅·亨特                              | 4:03                                   |
| 15.                                    | 中你的毒 Toxic                                                 | 喬瑟夫·坎恩                            | 3:32                                   |
| 16.                                    | 照片集 Photo Gallery                                           |                                        |                                        |
| 17.                                    | 屏幕歌詞 On-Screen Lyrics                                      |                                        |                                        |

| 《流行禁區》 – 沃尔玛獨家版（附贈下載曲） | 《流行禁區》 – 沃尔玛獨家版（附贈下載曲） | 《流行禁區》 – 沃尔玛獨家版（附贈下載曲）               | 《流行禁區》 – 沃尔玛獨家版（附贈下載曲） | 《流行禁區》 – 沃尔玛獨家版（附贈下載曲） |
| 曲序                                      | 曲目                                      | 词曲                                                    | 製作人                                    | 时长                                      |
| ----------------------------------------- | ----------------------------------------- | ------------------------------------------------------- | ----------------------------------------- | ----------------------------------------- |
| 1.                                        | 愛情上路 I've Just Begun (Having My Fun)  | 斯皮爾斯 蜜雪兒·貝爾 （ 英语 ： Michelle Bell） 卡爾森 溫伯格 莊伯克 | 超害羞&前衛                               | 3:23                                      |

| 《流行禁區》 – 影音雙面碟版（附贈DVD） | 《流行禁區》 – 影音雙面碟版（附贈DVD）        | 《流行禁區》 – 影音雙面碟版（附贈DVD）                  | 《流行禁區》 – 影音雙面碟版（附贈DVD） |
| 曲序                                   | 曲目                                          | 導演                                                    | 时长                                   |
| -------------------------------------- | --------------------------------------------- | ------------------------------------------------------- | -------------------------------------- |
| 1.                                     | 中你的毒 Toxic                                | 坎恩                                                    | 3:32                                   |
| 2.                                     | 每一次 Everytime                              | 大衛·拉切貝爾                                           | 4:16                                   |
| 3.                                     | 克里斯·考克斯妮裳超混音單曲 Chris Cox Megamix | 奈傑爾·迪克 （ 英语 ： Nigel Dick） 法蘭西斯·羅倫斯 坎恩 拉切貝爾 | 3:53                                   |
| 总时长：                               | 总时长：                                      | 总时长：                                                | 11:55                                  |

| 《流行禁區》 – 中國版 | 《流行禁區》 – 中國版                                                                                      | 《流行禁區》 – 中國版                                | 《流行禁區》 – 中國版      | 《流行禁區》 – 中國版 |
| 曲序                  | 曲目 | 词曲                                                 | 製作人                     | 时长                  |
| --------------------- | --- | ---------------------------------------------------- | -------------------------- | --------------------- |
| 1.                    | 嗆音樂（麥當娜客串） Me Against the Music（featuring Madonna）                                             | 斯皮爾斯 麥當娜 斯圖爾特 恩凱雷耶 馬涅 納什 奧布賴恩 | Trixster 馬涅 [a]          | 3:43                  |
| 2.                    | 中你的毒 Toxic                                                                                             | 丹尼斯 卡爾森 溫伯格 莊伯克                          | 超害羞&前衛                | 3:18                  |
| 3.                    | 你的影子 Shadow                                                                                            | 斯皮爾斯 克里斯蒂 斯波克 愛德華茲 米迪奈特           | 黑客帝國三人組             | 3:44                  |
| 4.                    | 每一次 Everytime                                                                                           | 斯皮爾斯 阿爾塔尼                                    | 西格斯沃思                 | 3:50                  |
| 5.                    | 嗆音樂（重混版）（麥當娜客串） Me Against the Music（Rishi Rich's Desi Kulcha Remix）（featuring Madonna） | 斯皮爾斯 麥當娜 斯圖爾特 恩凱雷耶 馬涅 納什 奧布賴恩 | Trixster 馬涅 [a] 里奇 [c] | 4:29                  |
| 6.                    | 生命的答案 The Answer                                                                                      | 萊恩·萊斯里 （ 英语 ： Ryan Leslie） 肖恩·「P. Diddy」·库姆斯   | 库姆斯 萊斯里              | 3:56                  |
| 总时长：              | 总时长：                                                                                                   | 总时长：                                             | 总时长：                   | 23:00                 |

備註
- ^[a] 代表聯合製作人
- ^[b] 代表聲樂製作人
- ^[c] 代表重混製作人

取樣標記
- 〈中你的毒〉包含1981年電影《Ek Duuje Ke Liye（英语：Ek Duuje Ke Liye）》的歌曲〈Tere Mere Beech Mein（英语：Tere Mere Beech Mein）〉，演唱者為拉塔·曼吉茜卡與S·P·巴拉蘇布拉赫曼尼亞姆

## 製作名單
資料來自《流行禁區》的專輯內頁。
- 艾德·艾頓 – 弦樂編排（曲目8）
- 史特夫·安德森（英语：Steve Anderson (musician)） – 鍵盤、編程（曲目4）
- J·D·安德魯 – 工程協助（曲目3、6）
- 史蒂夫·比爾斯利 – 工程協助（曲目7）
- 湯姆·班德 – 工程協助（曲目10）
- 黑細胞 – 背景和聲（曲目3、6）
- 超害羞&前衛（英语：Bloodshy & Avant） – 編曲、數位編輯、工程、伴奏、製作、編程（曲目3、6）
- 雷·布朗 – 造型
- B.U.D. – 背景和聲（曲目9）
- 肖恩·「P. Diddy」·庫姆斯 – 製作（曲目14）
- 弗蘭·庫珀 – 化妝
- 考特尼·科普蘭 – 背景和聲（曲目1、13）
- 喬希·科普 – 工程協助（曲目2）
- 湯姆·科因 – 母帶處理（全曲目）
- 凱西·丹尼斯（英语：Cathy Dennis） – 背景和聲（曲目3、6）
- DaCorna Boyz – 鍵盤（曲目9）
- 帕特里克·德馬捨利耶（英语：Patrick Demarchelier） – 攝影
- 凱拉·狄奧果笛 – 背景和聲（曲目11）
- 丹·戴姆特羅 – 經紀代表
- 羅克珊·埃斯特拉達 – 背景和聲（曲目1、7、9、13）
- 尼克拉斯·弗利克特 – 混音（曲目3、6）
- 克里斯·富杜里奇 – 工程（曲目8）
- 馬特·弗米奇 – 工程協助（曲目4）
- 安迪·加拉 – 工程（曲目7）
- 亞伯·加里波第 – 工程、編程（曲目7）
- 羅伊·加特雷爾 – 班祖琴、結他（曲目2）
- 塞爾邦·加納（英语：Serban Ghenea） – 混音（曲目1、2、5、7、9）
- 布拉德·吉爾德曼 – 工程（曲目8）
- 洛瑞·戈爾茨坦（英语：Lori Goldstein） – 造型
- 麗莎·格林 – 背景和聲（曲目4）
- 米克·古兆斯基 – 混音（曲目10）
- 羅伯·哈格特 – 工程協助（曲目1、8、13）
- 克里斯·哈格蒂 – 數位編輯（曲目3）
- 羅伊·「皇室」·漢密爾頓（英语：Roy "Royalty" Hamilton） – 編曲、背景和聲、伴奏、製作（曲目2）
- 道格·哈內斯 – Pro-Tools工程（曲目5）
- 約翰·漢內斯 – 數位編輯（曲目1、7、9、13）、Pro-Tools工程（曲目2、5）
- 吉米·哈里（英语：Jimmy Harry） – 編曲、結他、鍵盤、製作、編程（曲目8）
- 艾瑪·霍爾姆格倫 – 背景和聲（曲目3、6）
- 萬斯·霍恩巴克 – 工程協助（曲目5）
- 伊莎貝爾 – 化妝
- 詹森與詹森 – 弦樂編排、弦樂指揮（曲目6）
- 亨里克·莊伯克（英语：Henrik Jonback） – 結他（曲目3、6）
- 朱吉·D – 背景和聲（曲目13）
- 珍妮弗·卡爾 – 背景和聲（曲目11）
- 劳·凯利 – 背景和聲、混音、製作（曲目7）
- 布賴恩·基爾魯夫（英语：Brian Kierulf） – 結他（曲目11）、工程、鍵盤、製作、編程、聲樂編輯、聲樂工程（曲目11、15）
- 勞倫修斯 – 髮型
- 凱倫·萊斯里 – 背景和聲（曲目5）
- 萊恩·萊斯里（英语：Ryan Leslie） – 伴奏、製作（曲目14）
- 凡妮莎·萊托克 – 製作協調（曲目4）
- 薇薇安·萊維特 – 法律代表
- 托馬斯·林德伯格 – 低音吉他（曲目3、6）
- 保羅·洛格斯 – 混音（曲目14）
- 斯蒂芬妮·路易絲 – 髮型、化妝
- 史蒂夫·倫特 – A&R、編曲（曲目1、3、6、9、13）
- 唐尼·萊爾 – 結他（曲目7）
- 麥當娜 – 聲樂（曲目1、13）
- 珀涅羅珀·馬涅 – 編曲（曲目1、9）、背景和聲（曲目1、5、7、9、13）、製作（曲目1、9、13）、聲樂編排（曲目5、7）、聲樂製作（曲目5、7）
- 瑪拉溫霍夫工作室 – 佈景設計
- 黑客帝國三人組（英语：The Matrix (production team)） – 編曲、背景和聲、工程、製作（曲目10）
- 查爾斯·麥克羅里 – 工程協助（曲目1、13）
- 西恩·麥吉 – 編輯、工程、混音（曲目1、12）
- 曼托 – 鍵盤（曲目13）
- 伊恩·梅勒尼斯 – 工程、編程（曲目7）
- 傑森·姆洛津斯基 – 工程協助（曲目7）
- 莫比 – 工程、伴奏、製作、編程（曲目5）
- 林·蒙特羅斯 – 工程協助（曲目14）
- 帕布羅·蒙吉亞 – 工程（曲目2、4）
- 傑基·墨菲 – 美術指導、包裝設計
- 安德魯·納斯特 – 工程協助（曲目10）
- 肯德爾·內斯比特 – 鍵盤（曲目7）
- 蓋瑞·奧布賴恩 – 結他（曲目1、9、13）
- Oribe – 髮型
- 喬納斯·奧斯特曼 – 工程協助（曲目3、6）
- 帕迪普·桑杜帕迪普桑杜 – 阿爾戈澤 、通比（曲目13）
- 羅布·帕斯蒂安 – 工程（曲目14）
- 蘭吉特 – 攝影
- 傑森·蘭金斯 – 工程協助（曲目2）
- 里希·里奇 – 編程、重混製作（曲目13）
- 艾瑪·羅茲 – 背景和聲（曲目1、13）
- 蒂姆·羅伯茨 – 工程協助（曲目1、2、5、7、9、13）
- 柴娜·羅雅爾 – 背景和聲（曲目2）
- 拉里·鲁道夫 – 經紀
- 喬什·施瓦茲 – 背景和聲（曲目15）、工程、結他、製作（曲目11、15）
- 亞歷克西·斯西頓 – 工程協助（曲目14）
- 盖伊·西格斯沃思 – 伴奏、製作（曲目12）
- 斯拉姆 – 製作協調（曲目14）
- 謝潑·所羅門（英语：Sheppard Solomon） – 製作（曲目8）
- 布蘭妮·斯皮爾斯 – 編曲（曲目1、9）、聲樂（全曲目）
- 馬克·「尖頭」·斯滕特（英语：Mark "Spike" Stent） – 混音（曲目1、8）、聲樂工程、（曲目1、13）
- 瑪麗·愛麗絲·斯蒂芬森 – 造型
- 克里斯多福·斯圖爾特（英语：Christopher Stewart (music producer)） – 編曲、伴奏、編程（曲目1、9）、背景和聲（曲目5）、聲樂編排、聲樂製作（曲目5、7）、製作（曲目1、9、13）
- 斯德哥爾摩演奏會弦樂團 – 弦樂（曲目6）
- 里奇·塔珀 – 工程（曲目2）、工程協助（曲目4、5、7、9）
- 馬克·泰勒（英语：Mark Taylor (record producer)） – 工程、混音、製作（曲目4）
- 布賴恩·「B-Luv」·托馬斯 – 數位編輯（曲目1、5、7、9、13）、工程（曲目1、9）、聲樂工程（曲目5、7、13）
- 大衛·崔瑞安 – 工程協助（曲目1、8、13）
- 塔克·邁克 – 聲樂編輯、聲樂工程（曲目11、15）
- 賽斯·沃爾德曼 – 工程協助（曲目12）
- P-Dub·沃爾頓 – 數位編輯（曲目1、8、13）
- 内森·惠勒 – 工程協助（曲目7）
- The Wizardz of Oz – 背景和聲（曲目10）
- 丹·亞希夫 – 數位編輯（曲目8）
- 陰陽雙煞（英语：Ying Yang Twins） – 聲樂（曲目2）
- Jong Uk Yoon – 工程協助（曲目4）
- 托尼·澤勒 – 工程協助（曲目11、15）

## 榜單排名
| 榜單（2003年－2004年）                    | 最高 位置 |
| ----------------------------------------- | --------- |
| 阿根廷（CAPIF專輯榜）                     | 1         |
| 澳大利亞（ARIA專輯榜）                    | 10        |
| 奧地利（奧地利Ö3專輯榜）                  | 10        |
| 比利時法蘭德斯（Ultratop專輯榜）          | 7         |
| 比利時瓦隆（Ultratop專輯榜）              | 5         |
| 加拿大（《告示牌》Canadian Albums Chart） | 2         |
| 捷克（ČNS IFPI專輯榜）                    | 6         |
| 丹麥（Hitlisten專輯榜）                   | 8         |
| 荷蘭（百強專輯榜）                        | 9         |
| 歐洲（《Billboard》百強專輯榜）           | 3         |
| 芬蘭（Suomen virallinen lista專輯榜）     | 15        |
| 法國（SNEP專輯榜）                        | 1         |
| 德國（Offizielle Top 100專輯榜）          | 2         |
| 希臘（IFPI專輯榜）                        | 5         |
| 希臘（IFPI國際專輯榜）                    | 1         |
| 匈牙利（MAHASZ專輯榜）                    | 7         |
| 冰島（Tónlist專輯榜）                     | 8         |
| 愛爾蘭（IRMA專輯榜）                      | 4         |
| 義大利（FIMI專輯榜）                      | 16        |
| 日本（Oricon專輯榜）                      | 3         |
| 墨西哥（AMPROFON專輯榜）                  | 1         |
| 紐西蘭（RMNZ專輯榜）                      | 25        |
| 挪威（VG-lista專輯榜）                    | 11        |
| 波蘭（ZPAV專輯榜）                        | 23        |
| 葡萄牙（AFP專輯榜）                       | 11        |
| 蘇格蘭（OCC專輯榜）                       | 12        |
| 南韓（RIAK國際專輯榜）                    | 1         |
| 西班牙（PROMUSICAE專輯榜）                | 14        |
| 瑞典（Sverigetopplistan專輯榜）           | 8         |
| 瑞士（Schweizer Hitparade專輯榜）         | 6         |
| 英國（OCC專輯榜）                         | 13        |
| 美国（《告示牌》200）                     | 1         |

| 榜單（2003年）                    | 位置 |
| --------------------------------- | ---- |
| 法國（SNEP專輯榜）                | 75   |
| 南韓（RIAK國際專輯榜）            | 5    |
| 瑞士（Schweizer Hitparade專輯榜） | 84   |
| 英國（OCC專輯榜）                 | 145  |
| 全球（IFPI專輯榜）                | 8    |

| 榜單（2004年）                    | 位置 |
| --------------------------------- | ---- |
| 澳大利亞（ARIA專輯榜）            | 49   |
| 奧地利（奧地利Ö3專輯榜）          | 36   |
| 比利時法蘭德斯（Ultratop專輯榜）  | 86   |
| 比利時瓦隆（Ultratop專輯榜）      | 93   |
| 荷蘭（百強專輯榜）                | 84   |
| 歐洲（《Billboard》百強專輯榜）   | 23   |
| 法國（SNEP專輯榜）                | 68   |
| 德國（Offizielle Top 100專輯榜）  | 35   |
| 匈牙利（MAHASZ專輯榜）            | 17   |
| 日本（Oricon專輯榜）              | 40   |
| 南韓（RIAK國際專輯榜）            | 3    |
| 瑞士（Schweizer Hitparade專輯榜） | 49   |
| 英國（OCC專輯榜）                 | 51   |
| 美國（Billboard 200）             | 8    |

| 榜單（2000年－2009年） | 位置 |
| ---------------------- | ---- |
| 美國（Billboard 200）  | 143  |

## 認證與銷量
| 地區                                  | 认证    | 认证单位/销量 |
| ------------------------------------- | ------- | ------------- |
| 阿根廷（阿根廷音像製品協會）          | 白金    | 40,000^       |
| 澳大利亚（澳大利亚唱片业协会）        | 白金    | 70,000^       |
| 奥地利（國際唱片業協會奧地利分會）    | 白金    | 30,000*       |
| 比利时（比利時唱片音樂協會）          | 金      | 25,000*       |
| 巴西（巴西唱片業協會）                | 金      | 50,000*       |
| 加拿大（加拿大音乐协会）              | 3× 白金 | 300,000^      |
| 捷克共和國                            | —       | 10,000        |
| 丹麦（國際唱片業協會丹麥分會）        | 2× 白金 | 40,000‡       |
| 芬兰（國際唱片業協會芬蘭分會）        | 金      | 15,052        |
| 法国（法國唱片出版業公會）            | 2× 金   | 200,000*      |
| 德国（聯邦音樂產業協會）              | 金      | 100,000^      |
| 希腊（國際唱片業協會希臘分會）        | 金      | 10,000^       |
| 匈牙利（匈牙利录音制品制作者协会）    | 金      | 10,000^       |
| 日本（日本唱片協會）                  | 白金    | 250,000^      |
| 墨西哥（墨西哥音像製品協會）          | 白金    | 100,000^      |
| 新西兰（新西兰唱片音乐协会）          | 金      | 7,500^        |
| 挪威（國際唱片業協會挪威分会）        | 金      | 20,000*       |
| 葡萄牙（葡萄牙唱片業協會）            | 金      | 20,000^       |
| 俄罗斯（全國唱片業製造者聯合會）      | 2× 白金 | 40,000*       |
| 新加坡（新加坡唱片業協會）            | 金      | 5,000*        |
| 南韓                                  | —       | 130,025       |
| 西班牙（西班牙音樂製作協會）          | 金      | 50,000^       |
| 瑞典（瑞典唱片業協會）                | 金      | 30,000^       |
| 瑞士（國際唱片業協會瑞士分会）        | 金      | 20,000^       |
| 英国（英国唱片业协会）                | 白金    | 540,000       |
| 美国（美國唱片業協會）                | 3× 白金 | 3,000,000‡    |
| 總計                                  |         |               |
| 欧洲（國際唱片業協會）                | 白金    | 1,000,000*    |
| *僅含認證的實際銷量 ^僅含認證的出貨量 |         |               |

## 發行歷史
| 地區   | 日期           | 形式                                   | 廠牌     | 來源            |
| ------ | -------------- | -------------------------------------- | -------- | --------------- |
| 阿根廷 | 2003年11月1日  | CD                                     | BMG      | [ 102 ]         |
| 日本   | 2003年11月15日 | CD                                     | BMG      | [ 144 ]         |
| 澳洲   | 2003年11月17日 | CD                                     | BMG      | [ 190 ]         |
| 德國   | 2003年11月17日 | CD                                     | BMG      | [ 137 ]         |
| 西班牙 | 2003年11月17日 | CD                                     | BMG      | [ 191 ]         |
| 英國   | 2003年11月17日 | CD                                     | Jive     | [ 192 ]         |
| 加拿大 | 2003年11月18日 | CD                                     | BMG      | [ 193 ]         |
| 美國   | 2003年11月18日 | 卡式录音带 CD                          | Jive     | [ 194 ] [ 195 ] |
| 美國   | 2004年4月20日  | DVD-Audio                              | Jive     | [ 196 ]         |
| 加拿大 | 2005年4月26日  | 影音雙面碟                             | 索尼BMG  | [ 197 ]         |
| 美國   | 2005年4月26日  | 影音雙面碟                             | Jive     | [ 198 ]         |
| 德國   | 2005年8月29日  | 影音雙面碟                             | 索尼 BMG | [ 199 ]         |
| 英國   | 2005年9月26日  | 影音雙面碟                             | Jive     | [ 200 ]         |
| 意大利 | 2005年10月14日 | 影音雙面碟                             | 索尼BMG  | [ 201 ]         |
| 美國   | 2019年8月9日   | 藍白漩渦膠唱片（Urban Outfitters獨家） | 遺贈     | [ 202 ]         |
| 美國   | 2019年10月24日 | 透明膠唱片（Urban Outfitters獨家）     | 遺贈     | [ 203 ]         |
| 美國   | 2020年9月12日  | 卡式錄音帶（Urban Outfitters獨家）     | 遺贈     | [ 204 ]         |
| 美國   | 2020年9月14日  | 藍濺透明膠唱片（Urban Outfitters獨家） | 遺贈     | [ 205 ]         |
| 美國   | 2023年3月31日  | 黑膠唱片                               | 遺贈     | [ 206 ]         |
| 澳洲   | 2023年4月28日  | 不透明藍膠唱片                         | 索尼音樂 | [ 207 ]         |
| 德國   | 2023年4月28日  | 不透明藍膠唱片                         | 索尼音樂 | [ 208 ]         |
| 波蘭   | 2023年4月28日  | 不透明藍膠唱片                         | 索尼音樂 | [ 209 ]         |
| 英國   | 2023年4月28日  | 不透明藍膠唱片                         | 索尼音樂 | [ 210 ]         |

## 歌詞原文
1. ↑  原文：「I'm up against the speaker / Trying to take on the music / It's like a competition」
2. ↑  原文：「I don't really want to be a tease / But would you undo my zipper, please?」
3. ↑  原文：「Oh, it's so hot, and I need some air / And boy, don't stop 'cause I'm halfway there」
4. ↑  原文：「Just put your lips together and blow」
5. ↑  原文：「Into the unknown, I will be bold / I'm going to the places I can be out of control / And I don't want to explain tonight / All the things I've tried to hide」
6. ↑  原文：「She's gonna pack her bags, she's going to find her way, she's going to get right out of this / She don't want New York, she don't want L.A., she's going to find that special kiss」
7. ↑  原文：「Everytime I try to fly I fall / Without my wings I feel so small」
8. ↑  原文：「Who can hold me tight, keep me warm through the night? / Who can wipe my tears when it's wrong, make it right? / Who can give me love till I'm satisfied? / Who's the one I need in my life?」

## 資料來源
1. 1 2 3 4 5 6 7 8 9 10 11  Shaw, William. . Blender. 2003-12-20. ISSN 1534-0554.
2. ↑  Vaziri, Aidin. . San Francisco Chronicle. 2003-11-20  [2022-04-16]. （原始内容存档于2021-09-20）.
3. ↑  Moss, Corey. . MTV News. 2002-05-28  [2022-04-17]. （原始内容存档于2004-12-09）.
4. ↑  Moss, Corey. . MTV News. 2002-11-05  [2022-04-17]. （原始内容存档于2022-04-18）.
5. ↑  D'Angelo, Joe. . MTV. 2002-12-06  [2022-04-17]. （原始内容存档于2022-04-18）.
6. ↑  Gardner, Chris. . The Hollywood Reporter. 2002-12-02  [2014-03-15]. （原始内容存档于2008-05-05）.
7. ↑  Renzer, David. . Universal Music Publishing Group. 2002-11-08  [2014-03-15]. （原始内容存档于2019-10-27）.
8. ↑  Robinson, Peter. . The Guardian. 2016-04-07  [2018-04-05]. （原始内容存档于2018-04-06）.
9. ↑  Kaufman, Gil. . MTV. 2003-02-27  [2022-04-17]. （原始内容存档于2020-02-04）.
10. 1 2  Moss, Corey; Reid, Shaheem. . MTV. 2003-03-06  [2022-04-17]. （原始内容存档于2022-04-18）.
11. 1 2 3  Vineyard, Jennifer; Philippe, Quddus. . MTV. 2003-05-30  [2022-04-17]. （原始内容存档于2022-04-18）.
12. ↑  Moss, Corey. . MTV. 2003-08-23  [2022-04-17]. （原始内容存档于2017-07-04）.
13. ↑  Wiederhorn, Jon. . MTV. 2003-08-29  [2022-04-17]. （原始内容存档于2022-04-18）.
14. 1 2  . MTV.   [2011-01-28]. （原始内容存档于2007-01-16）.
15. ↑  Collis, Clark. . Blender. 2004-02-15. ISSN 1534-0554.
16. ↑  Vena, Jocelyn. . MTV. 2008-08-24  [2022-04-17]. （原始内容存档于2022-05-11）.
17. 1 2 3  Schriefer, Amy. . NPR. 2009-11-16  [2011-02-26]. （原始内容存档于2011-01-22）.
18. 1 2  Stern, Bradley. . MuuMuse. February 2010  [2010-04-23]. （原始内容存档于2010-02-11）.
19. 1 2 3 4  . Billboard. Vol. 115 no. 47. 2003-11-23  [2011-01-29]. ISSN 0006-2510. （原始内容存档于2023-02-23）.
20. 1 2 3 4  Moss, Corey. . MTV. 2003-10-15  [2022-04-17]. （原始内容存档于2014-09-11）.
21. 1 2 3  Hiatt, Brian. . Entertainment Weekly. 2003-10-02  [2022-04-17]. （原始内容存档于2008-03-17）.
22. 1 2  Vena, Jocelyn. . MTV. 2009-12-20  [2022-04-17]. （原始内容存档于2022-04-18）.
23. ↑  Stern, Bradley. . MuuMuse. September 2010  [2010-01-12]. （原始内容存档于2013-12-31）.
24. ↑  Stern, Bradley. . MuuMuse. 2011-09-02  [2011-09-05]. （原始内容存档于2011-10-15）.
25. 1 2 3  Spears, Britney.  (CD). Jive Records. 2003. 82876571292.
26. 1 2 3 4 5 6 7 8 9 10 11 12  Vineyard, Jennifer. . MTV. 2003-10-22  [2022-04-17]. （原始内容存档于2022-04-12）.
27. 1 2  Binelli, Mark. . Rolling Stone. 2003. ISSN 0035-791X.
28. 1 2 3 4 5 6 7  Cinquemani, Sal. . Slant Magazine. Keith Uhlich. 2003-11-12  [2022-04-17]. （原始内容存档于2022-04-18）.
29. ↑  Bishop, Tom. . BBC News. 2003-11-21  [2020-08-09]. （原始内容存档于2020-08-09）.
30. ↑  Sullivan, Caroline. . The Guardian. 2020-04-29  [2020-08-09]. （原始内容存档于2020-08-09）.
31. 1 2 3  Sanneh, Kelefa. . The New York Times. 2003-11-17  [2010-04-13]. （原始内容存档于2012-03-21）.
32. 1 2  Pareles, Jon. . Rolling Stone. 2003-11-19  [2022-04-17]. （原始内容存档于2022-04-18）.
33. 1 2  Rosa, Christopher. . Glamour. 2019-11-27  [2020-02-25]. （原始内容存档于2020-02-03）.
34. ↑  . Access Hollywood. 2010-05-30  [2022-04-17]. （原始内容存档于2022-04-18）.
35. ↑  . Sputnikmusic. 2009-12-29  [2010-09-11]. （原始内容存档于2023-02-23）.
36. ↑  D., Spence. . IGN. 2004-11-16  [2022-04-17]. （原始内容存档于2011-06-22）.
37. 1 2 3 4  . Vibe. Vol. 12 no. 1. 2003-10-25  [2010-10-14]. ISSN 1070-4701.[永久]
38. 1 2 3  Lynskey, Dorian. . The Guardian (UK). 2003-11-14  [2022-04-17]. （原始内容存档于2021-04-18）.
39. ↑  Vineyard, Jennifer. . MTV. 2004-03-02  [2022-04-17]. （原始内容存档于2014-09-07）.
40. ↑  Sanchez, Rowena Joy A. . Manila Bulletin. 2009-10-04  [2010-05-03]. （原始内容存档于2009-10-29）.
41. 1 2  Vineyard, Jennifer. . MTV. 2004-02-26  [2022-04-17]. （原始内容存档于2022-04-18）.
42. ↑  Huhn, Mary. . New York Post. 2003-09-06  [2022-04-17]. （原始内容存档于2022-04-12）.
43. ↑  . MTV. 2003-11-24  [2022-04-17]. （原始内容存档于2010-04-25）.
44. ↑  Ollison, Rashod D. . The Baltimore Sun. 2003-09-05  [2022-04-17]. （原始内容存档于2021-06-24）.
45. ↑  Vineyard, Jennifer. . MTV. 2003-09-15  [2022-04-17]. （原始内容存档于2022-04-12）.
46. ↑  Kaufman, Gil. . MTV. 2003-11-17  [2022-04-17]. （原始内容存档于2022-04-12）.
47. ↑  Brown, Joel. . The Dispatch. 2003-11-17  [2010-10-26]. （原始内容存档于2021-05-02）.
48. ↑  Vena, Jocelyn. . MTV. 2009-08-06  [2022-04-17]. （原始内容存档于2022-04-18）.
49. 1 2  . Billboard. Vol. 115 no. 47. 2003-11-22  [2010-10-26]. ISSN 0006-2510. （原始内容存档于2023-02-23）.
50. ↑  . Billboard (Prometheus Global Media). 2004-04-24  [2013-12-05]. （原始内容存档于2017-10-13）.
51. ↑  . Recording Industry Association of America.   [2023-01-22]. （原始内容存档于2023-01-22）.
52. ↑  Moss, Corey. . MTV. 2003-12-08  [2022-04-17]. （原始内容存档于2022-04-12）.
53. ↑  Traci. . BritneySpears.com. 2009-01-10  [2010-08-26]. （原始内容存档于2009-04-18）.
54. ↑  Sloan, Billy. . Sunday Mail. 2004-08-05  [2010-05-02]. （原始内容存档于2012-11-04）.
55. ↑  Vineyard, Jennifer. . MTV. 2003-12-02  [2022-04-17]. （原始内容存档于2022-04-18）.
56. ↑  Chang, Samantha. . Billboard. 2004-04-24  [2009-12-30]. （原始内容存档于2023-02-23）.
57. ↑  Ault, Susanne. . Billboard. 2004-02-07  [2009-12-25]. （原始内容存档于2023-02-23）.
58. ↑  Sitt, Pamela. . The Seattle Times. 2004-03-13  [2009-12-24]. （原始内容存档于2011-06-04）.
59. ↑  . Fox News. 2008-07-31  [2022-04-17]. （原始内容存档于2021-10-05）.
60. ↑  Silverman, Stephen M. . People. 2004-03-22  [2022-04-17]. （原始内容存档于2011-07-20）.
61. 1 2  Silverman, Stephen M. . People. 2004-06-16  [2022-04-17]. （原始内容存档于2022-05-11）.
62. ↑  Strauss, Neil. . The New York Times. 2003-11-02  [2010-05-02]. （原始内容存档于2012-03-21）.
63. 1 2 3 4  Erlewine, Stephen Thomas. . AllMusic. 2003-11-18  [2010-11-15]. （原始内容存档于2011-03-06）.
64. 1 2 3 4  Udovitch, Mim. . Blender. 2003-11-18. ISSN 1534-0554.
65. 1 2 3 4  . Billboard.   [2010-08-20]. （原始内容存档于2023-02-06）.
66. ↑  . Ultratop 50. 2003  [2011-02-25]. （原始内容存档于2016-03-10）.
67. ↑  Susman, Gary. . Entertainment Weekly. 2004-12-09  [2022-04-17]. （原始内容存档于2022-04-18）.
68. ↑  . MTV. 2003-12-08  [2022-04-17]. （原始内容存档于2022-04-18）.
69. ↑  . Ultratop 50. Hung Medien. 2004  [2010-08-20]. （原始内容存档于2020-11-14）.
70. ↑  . Mahasz.   [2010-08-20]. （原始内容存档于2013-08-20）.
71. ↑  Kaufman, Gil. . MTV. 2004-08-25  [2022-04-17]. （原始内容存档于2016-03-09）.
72. 1 2  Schriefer, Amy. . NPR. 2009-11-13  [2022-04-17]. （原始内容存档于2022-04-18）.
73. ↑  Mueller, Gavin. . Stylus Magazine. 2003-11-18  [2010-03-23]. （原始内容存档于2012-09-10）.
74. ↑  . Ultratop 50. 2004  [2010-05-04]. （原始内容存档于2012-10-25）.
75. ↑  Vineyard, Jennifer. . MTV. 2004-04-12  [2022-04-17]. （原始内容存档于2016-03-09）.
76. ↑  Vineyard, Jennifer. . MTV. 2004-03-12  [2022-04-17]. （原始内容存档于2016-03-09）.
77. ↑  Vineyard, Jennifer. . MTV. 2004-06-01  [2022-04-17]. （原始内容存档于2022-04-18）.
78. ↑  Vineyard, Jennifer. . MTV. 2004-06-09  [2022-04-17]. （原始内容存档于2022-04-18）.
79. 1 2  . Metacritic.   [2016-10-22]. （原始内容存档于2016-09-23）.
80. ↑  . E! Online. 2003-11-18  [2023-01-24]. （原始内容存档于2003-11-21）.
81. 1 2  Browne, David. . Entertainment Weekly. 2003-11-21  [2022-04-17]. （原始内容存档于2022-04-18）.
82. ↑  Ganz, Caryn. . Spin. Vol. 19 no. 12. December 2003: 130. ISSN 0886-3032.
83. ↑  Mitchell, Ruth. . BBC. 2003-11-17  [2022-04-17]. （原始内容存档于2022-08-20）.
84. ↑  Pareles, Jon. . Rolling Stone. 2003-11-19  [2022-04-17]. （原始内容存档于2022-04-18）.
85. ↑  . riaj.or.jp.   [2017-10-07]. （原始内容存档于2012-04-17）.
86. ↑  . El Siglodetorreon. Premios Oye!. 2004-09-29  [2019-12-08]. （原始内容存档于2021-06-28）.
87. ↑  . Billboard (Billboard Media, LLC.). 2004-11-30  [2022-04-17]. （原始内容存档于2021-05-15）.
88. ↑  . Billboard. 2003-11-26  [2022-04-17]. （原始内容存档于2022-04-18）.
89. ↑  . Billboard.   [2022-04-17]. （原始内容存档于2022-04-18）.
90. ↑  Wiederhorn, Jon. . MTV. 2003-08-26  [2022-04-17]. （原始内容存档于2013-12-30）.
91. ↑  . Billboard. 2003-12-02  [2022-04-17]. （原始内容存档于2022-04-18）.
92. 1 2  . Recording Industry Association of America （英语）.
93. 1 2  . Billboard.   [2017-09-27]. （原始内容存档于2017-04-12）.
94. ↑  Trust, Gary. . Billboard. 2015-03-24  [2022-04-17]. （原始内容存档于2018-06-20）.
95. ↑  Williams, Johns. . Jam!. 2007-11-07  [2011-02-25]. （原始内容存档于2012-07-09）.
96. ↑  . Canadian Recording Industry Association. May 2004  [2011-02-25]. （原始内容存档于2010-10-19）.
97. 1 2  "Britney Spears | Artist | Official Charts". Official Charts Company.
98. 1 2  . British Phonographic Industry （英语）.
99. 1 2 3  "Britney Spears – In The Zone". Lescharts.com. Hung Medien.
100. 1 2   (PDF). Billboard. 2003-12-13: 55  [2020-06-15]. OCLC 29800226. （原始内容存档 (PDF)于2020-06-15） –American Radio History.
101. 1 2  . International Federation of the Phonographic Industry.   [2014-01-21] （英语）.
102. 1 2 3  . Argentine Chamber of Phonograms and Videograms Producers. 2004-12-01  [2011-02-25]. （原始内容存档于2011-07-06）.
103. 1 2  . Asociación Mexicana de Productores de Fonogramas y Videogramas.   [2022-08-23] （西班牙语）. 在“ARTISTA”栏以下的框内输入“Britney Spears”&nbsp；并在“column heading”栏以下的框内输入“In the Zone”。.
104. 1 2  "Britney Spears – In The Zone". Australiancharts.com. Hung Medien.
105. 1 2   (PDF). Australian Recording Industry Association.   [2014-01-21] （英语）.
106. 1 2  "Charts.nz – Britney Spears – In The Zone". Hung Medien.  Retrieved 2017-07-04.
107. 1 2  . Recorded Music NZ.   [2014-01-21] （英语）.
108. 1 2  . Sony Music Mediaroom. 2003-11-26  [2023-01-22]. （原始内容存档于2022-12-02）.
109. ↑  . Oricon. Livedoor. 2003-11-02  [2011-02-25]. （原始内容存档于2011-07-20）.
110. 1 2  . Recording Industry Association of Japan （日语）. 在下拉菜单选择“2003年12月”
111. 1 2   (PDF). International Federation of the Phonographic Industry.   [2023-01-30]. （原始内容 (PDF)存档于2008-11-17）.
112. ↑  Vineyard, Jennifer. . MTV. 2004-11-05  [2022-04-17]. （原始内容存档于2022-04-18）.
113. ↑  Vineyard, Jennifer. . MTV News. 2004-10-16  [2023-01-24]. （原始内容存档于2023-01-24）.
114. ↑  Nichols, Michelle. . Reuters. 2007-10-23  [2023-01-24]. （原始内容存档于2023-01-24）.
115. 1 2  Vineyard, Jennifer. . MTV News. 2006-11-08  [2023-01-24]. （原始内容存档于2023-01-24）.
116. ↑  Heller 2007，第80頁
117. ↑  Vineyard, Jennifer. . MTV News. 2005-09-15  [2023-01-24]. （原始内容存档于2023-01-24）.
118. ↑  . Access Hollywood. 2006-09-12  [2023-01-24]. （原始内容存档于2023-01-24） –Today.
119. ↑  Pasquini, Maria. . People. 2019-04-04  [2023-01-24]. （原始内容存档于2023-01-24）.
120. ↑  . Fox News. 2019-11-04  [2023-01-24] –News.com.au.
121. ↑  Lipshutz, Jason. . Billboard. 2018-11-12  [2023-01-20]. （原始内容存档于2022-04-18）.
122. ↑  Chan, Tim. . Rolling Stone. 2020-02-02  [2023-01-20]. （原始内容存档于2023-01-24）.
123. ↑  Spears, Britney.  (CD). Jive Records. 2003. 82876576442.
124. ↑  Spears, Britney.  (DVD-Audio). Jive Records. 2004. 82876537489.
125. ↑  Vineyard, Jennifer. . MTV News. 2004-08-20  [2023-01-22]. （原始内容存档于2022-06-14）.
126. ↑  Spears, Britney.  (DualDisc). Jive Records. 2005. 82876681342.
127. ↑  小甜甜布兰妮:流行禁区 In The Zone(CD) 布兰妮 (Britney) 亚马逊中国
128. ↑  . Sony Music Mediaroom. 2003-11-26  [2019-07-11]. （原始内容存档于2019-07-11）.
129. ↑  "Britney Spears - In The Zone" (in German). Austriancharts.at. Hung Medien.
130. ↑  "Britney Spears – In The Zone" (in Dutch). Ultratop.be. Hung Medien.
131. ↑  "Britney Spears – In The Zone" (in French). Ultratop.be. Hung Medien.
132. ↑  "Britney Spears Chart History (Canadian Albums)". Billboard.  Retrieved 2017-07-04.
133. ↑  "Top 50 Prodejní". Czech Albums. ČNS IFPI. Note: On the chart page, select {{{date}}} on the field besides the word "Zobrazit", and then click over the word to retrieve the correct chart data.
134. ↑  "Danishcharts.dk – Britney Spears – In The Zone". Hung Medien.  Retrieved 2017-10-06.
135. ↑  . Hung Medien.   [2022-09-13]. （原始内容存档于2014-11-12）.
136. ↑  "Britney Spears: In The Zone" (in Finnish). Musiikkituottajat.  Retrieved 2017-07-04.
137. 1 2  "Offiziellecharts.de – Britney Spears – In The Zone" (in German). GfK Entertainment Charts.
138. 1 2  . IFPI Greece. 2004-06-05. （原始内容存档于2004-06-06）.
139. ↑  . IFPI Greece. 2004-06-05. （原始内容存档于2004-06-05）.
140. ↑  . Mahasz.   [2009-07-13]. （原始内容存档于2009-04-18）.
141. ↑  . Morgunblaðið.   [2023-04-11]. （原始内容存档于2023-04-11）.
142. ↑  "GFK Chart-Track". Chart-Track.co.uk. GFK Chart-Track. IRMA.
143. ↑  "Britney Spears – In The Zone". Italiancharts.com. Hung Medien.
144. 1 2   [In the Zone]. Japan: Oricon. 2003-11-15  [2022-11-26]. （原始内容存档于2022-11-26）.
145. ↑  "Britney Spears – In The Zone". Norwegiancharts.com. Hung Medien.
146. ↑  . OLiS. 2003-12-01  [2011-02-26]. （原始内容存档于2021-11-22）.
147. ↑  "Britney Spears – In The Zone". Portuguesecharts.com. Hung Medien.
148. ↑  "Official Scottish Albums Chart Top 100". Official Charts Company.  Retrieved 2018-09-13.
149. ↑  . RIAK. 2003-12-01. （原始内容存档于2004-11-27）.
150. ↑  Salaverrie 2005
151. ↑  "Britney Spears – In The Zone". Swedishcharts.com. Hung Medien.
152. ↑  "Britney Spears – In The Zone". Swisscharts.com. Hung Medien.
153. ↑  "Britney Spears Chart History (Billboard 200)". Billboard.  Retrieved 2017-07-04.
154. ↑  . SNEP. （原始内容存档于2012-09-24）.
155. 1 2  . MIAK.   [2020-09-05]. （原始内容存档于2007-07-17）.
156. ↑  . Swiss Music Charts.   [2011-02-26]. （原始内容存档于2013-12-27）.
157. ↑   (PDF). The Official Charts Company: 4.   [2011-02-26]. （原始内容存档 (PDF)于2012-04-17）.
158. ↑  . Australian Recording Industry Association.   [2011-02-26]. （原始内容存档于2011-07-06）.
159. ↑  . Ö3 Austria. 2004-12-26  [2017-10-07]. （原始内容存档于2010-11-27）.
160. ↑  . Ultratop.   [2011-02-26]. （原始内容存档于2015-10-19）.
161. ↑  . Ultratop.   [2011-02-26]. （原始内容存档于2016-03-01）.
162. ↑  . MegaCharts.   [2017-10-07]. （原始内容存档于2014-08-23）.
163. ↑  . Billboard.   [2019-11-29]. （原始内容存档于2023-02-23）.
164. ↑  . SNEP.   [2017-10-07]. （原始内容存档于2012-09-24）.
165. ↑  . GfK Entertainment. offiziellecharts.de.   [2017-02-27]. （原始内容存档于2017-04-12）.
166. ↑  . Mahasz.hu. （原始内容存档于2011-10-26）.
167. ↑   [Annual Album Ranking – 2004]. Oricon.   [2019-07-13]. （原始内容存档于2019-07-13）.
168. 1 2  . MIAK. （原始内容存档于2007-06-16）.
169. ↑  . Swiss Music Charts.   [2011-02-26]. （原始内容存档于2013-12-27）.
170. ↑   (PDF). The Official Charts Company: 3.   [2011-02-26]. （原始内容存档 (PDF)于2016-03-31）.
171. ↑  . Billboard.   [2011-12-02]. （原始内容存档于2012-07-02）.
172. ↑  . IFPI Austria.   [2014-01-21] （德语）.
173. ↑  . Ultratop. Hung Medien.   [2014-01-21] （荷兰语）.
174. ↑  . Pro-Música Brasil.   [2014-01-21] （葡萄牙语）.
175. ↑  . Music Canada.   [2014-01-21] （英语）.
176. ↑  Vlasák, Vladimír. . iDNES.cz（捷克語：iDNES.cz）. 2003-12-22  [2021-03-12]. （原始内容存档于2021-03-12）.
177. ↑  . IFPI – Denmark. 2023-07-04  [2024-01-21]. （原始内容存档于2023-07-06）.
178. 1 2  . Musiikkituottajat – IFPI Finland.   [2014-01-21] （芬兰语）.
179. ↑  . Syndicat National de l'Édition Phonographique.   [2014-01-21] （法语）.
180. ↑  . Bundesverband Musikindustrie.   [2021-05-01] （德语）.
181. ↑  . MAHASZ.   [2014-01-21] （匈牙利语）.
182. ↑  . IFPI Norway.   [2022-08-23] （挪威语）.
183. ↑  . Associação Fonográfica Portuguesa.   [2021-06-29]. （原始内容存档于2010-11-20） （葡萄牙语）.
184. ↑  . National Federation of Phonogram Producers (NFPF).   [2023-04-12] （俄语）.
185. ↑  . Recording Industry Association Singapore.   [2023-01-26] （英语）.
186. ↑  . Productores de Música de España （西班牙语）. Select Álbumes在“Categoría”下的“Año”选择“2004”。在“Semana”下选择“4”。点击“BUSCAR LISTA”。
187. ↑   (PDF). IFPI Sweden.   [2012-03-01]. （原始内容 (PDF)存档于2017-04-12）.
188. ↑  . IFPI Switzerland. Hung Medien.   [2014-01-21] （德语）.
189. ↑  @officialcharts.  (推文). 2018-11-13  [2021-02-20] –Twitter.
190. ↑   (PDF). The ARIA Report. No. 717 (Australian Recording Industry Association). 2003-11-17: 30  [2022-11-26]. （原始内容 (PDF)存档于2003-12-07） –World Radio History.
191. ↑  .   [2016-08-25]. （原始内容存档于2023-02-23） –Amazon.
192. ↑   (PDF). Music Week. 2003-11-15: 28  [2022-11-26]. （原始内容存档 (PDF)于2022-11-26） –World Radio History.
193. ↑  . 2003-11-18  [2016-08-25]. （原始内容存档于2023-02-23） –Amazon.
194. ↑  . 2003-11-18  [2016-08-25]. （原始内容存档于2022-07-01） –Amazon.
195. ↑  . Jive Records. 2003-11-18  [2023-01-21]. （原始内容存档于2023-01-21）.
196. ↑  . Jive Records. 2004-04-20  [2022-11-26]. （原始内容存档于2022-11-26）.
197. ↑  . 2005-04-26  [2016-08-25] –Amazon.
198. ↑  . 2005-04-26  [2016-08-25]. （原始内容存档于2023-02-23） –Amazon.
199. ↑  . 2005-09-30  [2016-08-25]. （原始内容存档于2023-02-23） –Amazon.
200. ↑  . 2005-09-26  [2016-08-25]. （原始内容存档于2023-02-23） –Amazon.
201. ↑  .   [2016-08-25]. （原始内容存档于2023-02-23） –Amazon.
202. ↑  . Urban Outfitters.   [2019-08-09]. （原始内容存档于2019-08-13）.
203. ↑  . Urban Outfitters.   [2023-01-21]. （原始内容存档于2022-03-06）.
204. ↑  . Walmart.   [2023-01-21]. （原始内容存档于2023-02-23）.
205. ↑  . Urban Outfitters.   [2023-01-21]. （原始内容存档于2022-03-06）.
206. ↑  . recordstoreday.com.   [2023-02-12]. （原始内容存档于2023-02-12）.
207. ↑  . JB Hi-Fi.   [2023-03-04]. （原始内容存档于2023-03-04）.
208. ↑  . www.jpc.de.   [2023-02-09]. （原始内容存档于2023-02-23）.
209. ↑  Spears, Britney. . empik（英语：empik）.com. 2023-04-28  [2023-03-06]. （原始内容存档于2023-03-06）.
210. ↑  . Assai Records.   [2023-03-04]. （原始内容存档于2023-03-04）.

## 延伸閱讀
- Lambiase, Jacqueline; Reichert, Tom. . Routledge. 2006. ISBN 0-8058-5090-2.
- Mamo, Heran. . Billboard. 2021-08-11  [2023-02-05]. （原始内容存档于2022-12-15）.
- Wass, Mike. . Idolator（英语：MRC (company)）. 2020-12-14  [2023-02-05]. （原始内容存档于2023-02-23）.

## 外部連結
- 官方網站 （页面存档备份，存于）
- 在Discogs上的《流行禁區》（发行列表）
- 在Metacritic上的《流行禁區》